# Islam
Pour les articles homonymes, voir Islam (homonymie).
Ne pas confondre l'islam avec l'islamisme, ni son sens religieux avec la civilisation islamique ou Islam.
L’islam (en arabe : الْإِسْلَامُ, al-islām, « la soumission, l'abandon [à Dieu] ») est une religion abrahamique qui s'appuie sur le dogme du monothéisme absolu (تَوْحِيدُ, tawhid) et qui prend sa source dans le Coran, tenu, par les adhérents de l'islam, pour la parole de Dieu (الله, Allah) révélée au VIIe siècle en Arabie à Mahomet (مُحَمَّدُ, Muhammad), qui est considéré par ces mêmes adhérents comme étant le dernier prophète de Dieu.
Un adepte de l'islam est appelé un musulman ; il a des devoirs cultuels, souvent appelés les « piliers de l'islam ». Les musulmans croient que Dieu est unique et indivisible et que l'islam est une religion révélée. Elle se présente comme un retour sur les pas d'Abraham (appelé, en arabe, Ibrahim), en une soumission exclusive à la volonté de Dieu.
En 2015, le nombre de musulmans dans le monde est estimé à 1,8 milliard, soit 24 % de la population mondiale, ce qui fait de l'islam la deuxième religion du monde après le christianisme et devant l'hindouisme. L’islam se répartit en différents courants, dont les principaux sont le sunnisme, qui représente 90 % des musulmans, le chiisme et le kharidjisme.
L'islam est, chronologiquement parlant, le troisième grand courant monothéiste de la famille des religions abrahamiques, après le judaïsme et le christianisme, avec lesquels il possède des éléments communs. Tout en estimant que les livres sacrés de ces religions seraient, dans leurs interprétations actuelles, le résultat d'une falsification partielle, le Coran reconnaît leur origine divine : les Feuillets d'Abraham, la Tawrat (le Livre de Moïse identifié à la Torah), le Zabur de David et Salomon (identifié au Livre des Psaumes) et l'Injil (l'Évangile de Jésus).
L'islam accorde une grande importance à la Sunna de Mahomet, dont la tradition musulmane a rapporté des paroles, faits et gestes. Ces récits, appelés hadîths, auxquels se réfèrent la majorité des musulmans pour l'établissement de règles juridiques (fiqh), permettent de codifier la foi et la pratique musulmane. Les différentes branches de l'islam ne s'accordent pas sur les compilations de hadiths à retenir. Le Coran et les hadiths dits « recevables » sont deux des quatre sources de la loi islamique (la charia), les deux autres étant le consensus (ijmâ') et l'analogie (qiyâs).

## Étymologie
Le mot « islam » est la transcription de l’arabe الْإِسْلَامُ, al-islām , mot qui comporte principalement les idées de « soumission [à Dieu] » et de « paix, sécurité [en Dieu] »,,. Il s'agit d'un nom d'action (en arabe اسم فعل ism fi'l), qui désigne l'acte de se soumettre volontairement, dérivé d'un radical sémitique, s.l.m, à l'origine d'une classe de mots signifiant la concorde, la complétude, l'intégrité ou la paix. Le nom d'agent (en arabe اسْمٌ فَاعِلٌ ism fā'il) dérivé de cette racine est مُسْلِمٌ muslim « celui qui est aminci » en vieil arabe, mais « celui qui se soumet » en arabe moderne, à l'origine du mot français « musulman ». Dans la première communauté, le croyant portait le nom de mu'minun et non celui de muslimun.Ce n’est que plus tardivement que cette religion prendra le nom d’islam,.
On trouve, particulièrement dans les anciens romans de chevalerie, les termes « mahométisme » (anciennement « mahométanisme ») et « mahométan », qui sont tombés en désuétude depuis plus d'un siècle. Ces termes dérivent tous deux du nom francisé « Mahomet ». La religion musulmane a, par la suite, été désignée en français par le mot « islamisme » (comme « judaïsme », « christianisme », « bouddhisme », « animisme », etc.). Ce terme est de création française et son usage est attesté en français depuis le XVIIIe siècle, Voltaire l'utilisant à la place de « mahométisme » pour signifier « religion des musulmans ». Au XXe siècle, le mot « islamisme », remplacé par celui d'« islam » dans cette ancienne acception, a changé de sens et s'est spécialisé pour désigner l'utilisation politique de l'islam, l'islamisme devenant alors une doctrine politique qui vise à l'expansion de l'islam. Les termes « islam » et « musulman » ne sont employés couramment en français que depuis le XXe siècle.
Le mot « islam » avec une minuscule désigne la religion dont le prophète est Mahomet. Le terme d' « Islam » avec une majuscule désigne la civilisation islamique dans son ensemble, « un ensemble de traits matériels, culturels et sociaux durables et identifiables ». Il désigne, au-delà de la religion proprement dite avec sa foi et son culte, une puissance politique et un mouvement de civilisation général.
Le mot « Musulman » (avec une majuscule) désignait au sein de l'ex-Yougoslavie une des communautés nationales (nationalité distincte depuis 1974) et la désigne encore dans certains des États qui en sont issus. Au temps du Troisième Reich, dans les camps de concentration, le mot « musulman » ou « muselmann » est utilisé pour désigner « les faibles, les inadaptés, ceux qui étaient voués à la sélection »,,.

## Histoire

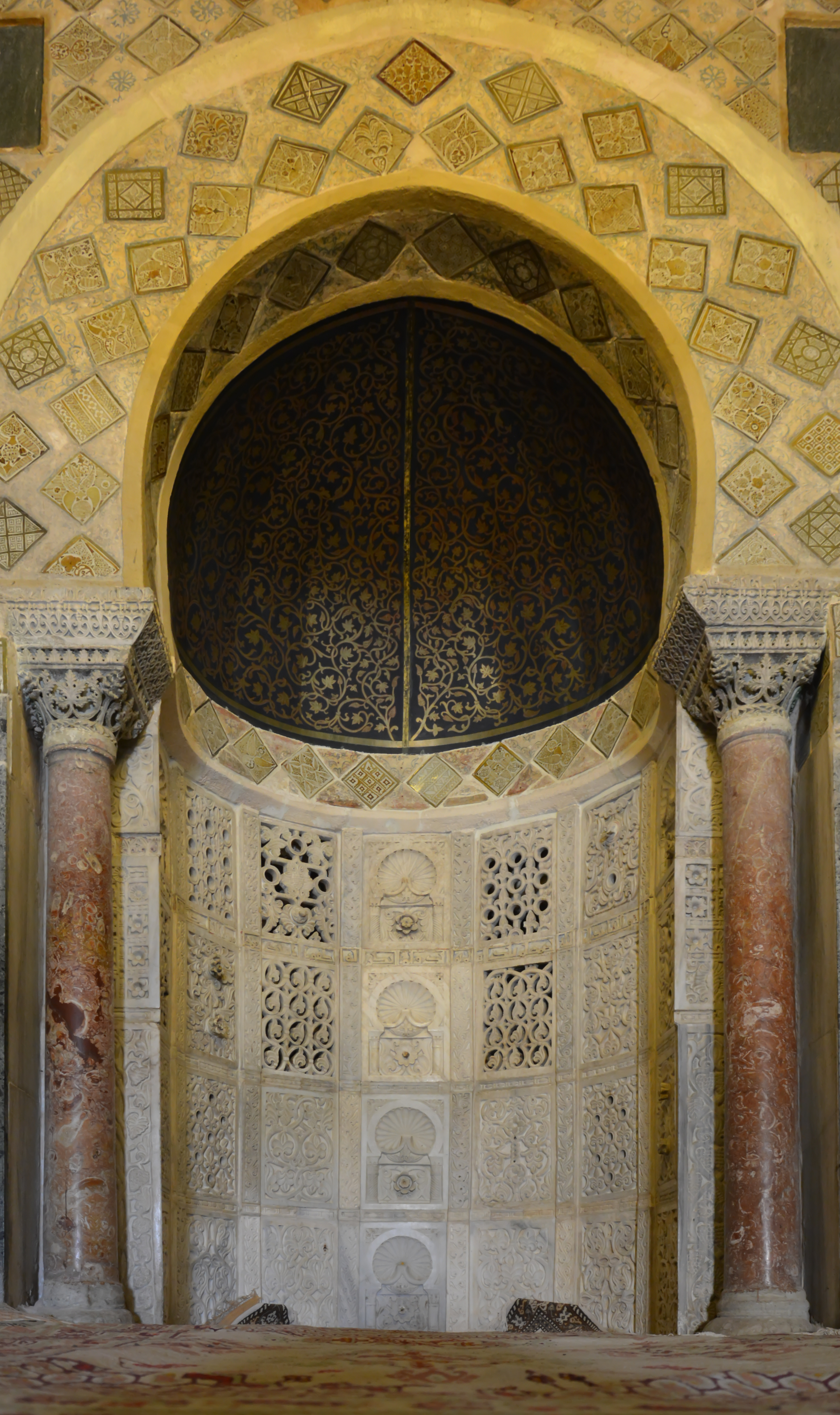
Mihrab de la grande mosquée de Kairouan, celle-ci étant le plus ancien lieu de culte de l'Occident musulman. La niche est un joyau de l'art islamique du IXe siècle.

Pour l'historienne Jacqueline Chabbi, l'islam des origines souffre encore d'un déficit d'historicité. La lecture historico-critique qui s'est appliquée pour « le judaïsme et le christianisme n'a guère touché l'islam jusqu'à présent ». L’étude de cette période reste complexe, pour des raisons méthodologique et l’état des sources. « Ce passé primordial arabo-musulman se donne, en effet, à lire comme un récit composé a posteriori et visant à légitimer un pouvoir musulman confronté à ses propres divisions et à la splendeur des empires passés ». Cette histoire est une construction du IXe et Xe siècles.
Les chercheurs en histoire islamique ont étudié l'évolution de la qibla au fil du temps pour le berceau de l'islam. Patricia Crone, Michael Cook et de nombreux autres chercheurs, basés sur des textes et des recherches archéologiques, pensaient que le « Masjid al-Haram » (la mosquée abritant la Kaaba) était située dans le nord-ouest de la péninsule arabique (pas à La Mecque comme exprimé dans les œuvres basées sur la culture narrative),,. Dan Gibson a déclaré que les premières orientations de la mosquée islamique et du cimetière ont montré Pétra[pas clair], Muhammad a reçu ses premières révélations ici[Où ?] et l'Islam a été établi ici[Où ?] .

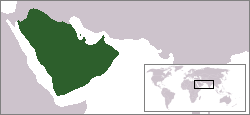
Au moment de sa mort en 632, Mahomet avait réussi à réunir toute la péninsule arabique.

L'islam est apparu en Arabie au VIIe siècle sous l'impulsion de Mahomet (570 - 632). Un siècle après sa mort, l'empire islamique s'étendait de l'océan Atlantique à l'ouest jusqu'à l'Asie centrale à l'est. L'islam naît dans un contexte de « violence endémique ». De nombreuses batailles caractérisent cette période. Dès le premier calife, Abou Bakr, une guerre est menée par des Arabes qui défendaient leurs croyances ancestrales. La mort du troisième calife entraîne une guerre civile parmi les musulmans.
Cette période d'expansion territoriale et de construction politique du califat voit se mettre en place la religion islamique, ses dogmes, ses normes et ses rites. L’universitaire britannique William Montgomery Watt écrit : « On estime en général que le dogme ne s’est développé qu’à partir du califat d'Ali », quatrième calife dans la seconde moitié du VIIe siècle. Pour l'historienne Sabrina Mervin, « l'adoption de l'acharisme (Xe et XIe siècles) acheva la construction de l'orthodoxie sunnite ». De même, l'apparition du nom de Mahomet à la fin du VIIe siècle est considérée par Frédéric Imbert comme une évolution dans l'expression de la foi[pas clair]. Cette période est aussi celle de la rédaction du Coran, qui, pour François Déroche, n'est pas stabilisé avant le VIIIe siècle,. Le califat abbasside voit se mettre en place une fixation de la religion musulmane. Durant celui-ci (approximativement du IXe au XIe siècle de l'ère commune), la sîra et les hadiths sont mis par écrit, et des chaînes de transmission orale reconstruites. Pour Jacqueline Chabbi : « La tradition prophétique s’invente à ce moment-là, à travers ce qu’on appelle les hadiths, c’est-à-dire les paroles et les actes prêtés au prophète sur lesquels on veut calquer sa conduite. Mais c’est une figure complètement reconstruite ».
Après l'éclatement politique du premier califat, il y eut des dynasties rivales réclamant le califat, ou la conduite du monde musulman, et beaucoup d’empires islamiques furent gouvernés par un calife incapable d'unifier le monde islamique. En dépit de ce morcellement de l'islam en tant que communauté politique, les empires des califes abbassides, l’Empire moghol et les Seldjoukides étaient parmi les plus grands et les plus puissants au monde.[réf. nécessaire] Plus tard, aux XVIIIe et XIXe siècles, plusieurs régions islamiques tombèrent sous les puissances impériales européennes. L'islam ottoman est influencé par la pensée occidentale et connaît plusieurs réformes tandis que naît le wahhabisme, prônant un retour aux sources.
Bien qu'affectée par diverses idéologies telles que le communisme pendant une bonne partie du XXe siècle, l'identité islamique et la prépondérance de l'islam sur des questions politiques augmentèrent au cours de la fin du XXe siècle et le début du XXIe siècle. La croissance rapide, les intérêts occidentaux dans des régions islamiques, les conflits internationaux et la globalisation influencèrent l'importance de l'islam dans le moulage du monde du XXIe siècle[réf. nécessaire].

## Démographie et géographie
En 2015, le nombre de musulmans dans le monde est estimé à 1,8 milliard, soit 24 % de la population mondiale. La diffusion de l'islam, hors du monde arabe, s'explique par la préférence communautaire, les migrations et le prosélytisme. L'islam est aujourd'hui la religion ayant la plus forte croissance démographique. D'après le Pew Research Center, si les tendances démographiques actuelles se poursuivent, l'islam pourrait dépasser le christianisme et devenir la première religion au monde d'ici 2070. Cette croissance rapide s'explique essentiellement par un taux de fécondité plus élevé permettant un rajeunissement de la population.
L'islam est la seule religion dont le nom figure dans la désignation officielle de plusieurs États, sous la forme de « République islamique ». Il s'agit alors officiellement de la religion d'État. Toutefois, ces républiques ne sont pas les seuls pays musulmans ayant décrété l'islam religion d’État. Plusieurs pays allient le droit des anciens pays colonisateurs au droit islamique.[réf. souhaitée]
Il peut se produire une confusion entre Arabes et musulmans, principalement à cause de deux facteurs : l'origine arabe de l'islam et la place centrale qu'occupe la langue arabe dans cette religion. Il y a environ 422 millions d'Arabes, dont la grande majorité est musulmane. En réalité, seulement 20 % des musulmans vivent dans le monde arabe. Un cinquième de ceux-ci est situé en Afrique subsaharienne, et la plus grande population musulmane du monde est en Indonésie, suivie par le Pakistan. D'importantes communautés existent au Nigeria, au Bangladesh, en Afghanistan, en Inde, en Iran, en Chine, en Europe, dans l'ex-Union soviétique, et en Amérique du Sud. Il y a 3,3 millions de musulmans aux États-Unis (1 % de la population) et 2,1 millions de musulmans « déclarés » en France (3,2 % de la population) selon l'INED et l'INSEE, principalement issus de l'immigration, auxquels il faut ajouter les conversions, dont le nombre est très difficile à déterminer d'autant qu'il y a des conversions en sens inverse et des apostats. Toutefois, selon l'Ipsos, la perception du nombre de musulmans est globalement surévaluée dans 40 pays analysés.
Au début du XXIe siècle, l'athéisme est, selon certains sociologues, en progression dans des pays traditionnellement musulmans. Ce phénomène s'observe principalement au Maghreb, en Égypte et au Soudan.

Géographie de l'islam
Pays ayant une religion d'État. Vert: islam. Bleu: christianisme. Jaune: bouddhisme.
Carte de la distribution mondiale des musulmans, exprimée en pourcentage dans chaque pays. Données du Pew Research.

## Les devoirs du musulman
Tout musulman doit normalement respecter des obligations de culte pouvant prendre le nom de « piliers de l'islam » (arkān al-Islām). La mise en place des commandements d'origine coranique s'étend sur les premiers siècles de l'islam. Quant aux autres : la forme de la profession de foi (Chahada) évolue après la mort de Mahomet, et certains aspects de la prière rituelle (salat) sont encore discutés au IXe siècle. Épars dans le Coran, ces deux éléments ne forment pas, comme par la suite, une exposition systématique des conditions de la foi. Se référant à un hadith prophétique (« L'islam est bâti sur cinq [choses] »), les écoles juridiques sunnites ont peu à peu, durant les trois premiers siècles de l'islam, formulé l'adhésion à l'islam sous la forme de cinq piliers.
L'origine de ces différents piliers interroge les chercheurs. Ainsi, pour Mohammad Ali Amir-Moezzi, « on n’a d’ailleurs pas encore mesuré le poids de l’influence manichéenne en islam. J’ai l’habitude de rappeler que quatre des cinq piliers de l’islam semblent avoir des antécédents chez les manichéens : la profession de foi, les cinq prières quotidiennes, un mois de jeûne par an, l’aumône, tout cela fait partie des fondements du manichéisme et se retrouve en islam. Le chiisme sert de catalyseur et de porte d’entrée à de multiples influences qui vont ensuite imprégner l’islam parfois dans son intégralité ». Selon Joseph Chelhod, d'autres influences, chrétiennes, juives, polythéistes, ont pu être repérées dans ses obligations ou dans leurs formes.

### Tronc commun: cinq «piliers de l'islam»

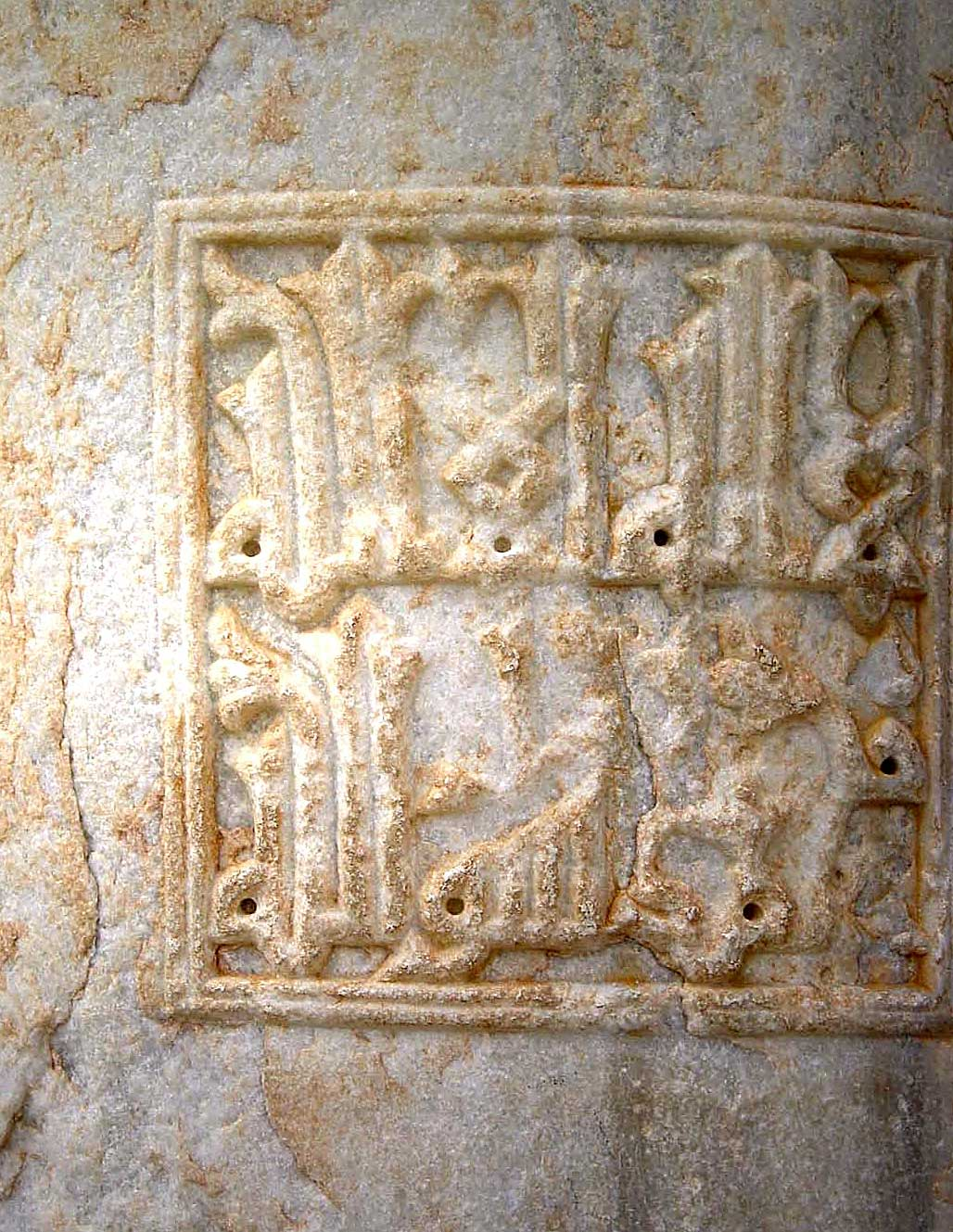
Chahada gravée sur une colonne dans la grande mosquée de Kairouan, Tunisie.

Ces cinq « piliers » (arkān) constituent la « [base] de la pratique religieuse de tous les musulmans, [qu'ils soient] sunnites (90 % des musulmans) [ou] chiites ».
1. Chahada (« déclaration de foi ») : elle représente une partie du credo islamique et consiste en une phrase très brève : écouterⓘ (أَشْهَدُ أَنَّ لَا إَلَهَ إِلَّا الله وَ أَشْهَدُ أَنَّ مُحَمَّداً رَسُولُ الله) « Je témoigne qu’il n’y a de véritable divinité qu'Allah et que Mouhamed est Son messager. », soit la foi en un Dieu unique (tawhid), Allah, et la reconnaissance de Mahomet comme étant son prophète ;
2. Salat, la prière canonique (cinq fois par jour) ;
  - الصُّبْحُ (Al-Sobh)
  - الظُّهْرُ (Al-Dohr)
  - الْعَصْرُ (Al-Asr)
  - الْمَغْرِبُ (Al-Maghreb)
  - الْعِشَاءُ (Al-Ichâa)
3. Saoum, le respect du jeûne lors du mois de ramadan ;
4. Zakat, l'aumône légale envers les nécessiteux si on est imposable : elle consiste en un prélèvement obligatoire de 2,5 % dès un seuil d'imposition de 20 dinars (évalués à 84 grammes d'or de 18 carats)[8] ;
5. Hajj, le pèlerinage : il consiste à se rendre à La Mecque au moins une fois dans sa vie, si on en a les moyens matériels et physiques.

### Dans le kharidjisme: un sixième pilier
En plus des cinq « piliers » ci-dessus, les kharidjites (littéralement, les « sortants » ou « dissidents ») ont considéré, dès les débuts de l'islam, un « sixième » pilier :
6. Djihad : « abnégation », « effort », « résistance », « lutte » ou « combat », parfois traduit par « guerre sainte ».

### Dans le chiisme: jusqu'à dix «auxiliaires de la foi»
En plus des six « piliers » ci-dessus, le chiisme duodécimain (représentant 80 % des chiites) en rajoute encore quatre, soit dix au total, qu'il nomme « Auxiliaires de la foi » :
7. Khoms (« cinquième du butin ») : il a été étendu par la suite à tout revenu qui ne correspond pas à un travail ou à un héritage (dons, offrandes, récompenses, primes, etc.) afin de rémunérer les savants considérés comme les héritiers des prophètes ;
8. Al Wala' Wal Bara' (« la loyauté et le désaveu ») : elle régit les rapports de la Oumma avec le monde extérieur : elle implique de reconnaître l'autorité des douze imams de la maison du prophète Mahomet (Ahl al-bayt) et de se désavouer de leurs ennemis ;
9. Amr-Bil-Ma'rūf Wa Nahi-Anil-Munkar (« ordonnance du bien et interdiction du mal ») : elle régit les rapports internes de la Oumma ;
10. Taqiya (« arcane du secret ») : elle consiste initialement à dissimuler sa foi pour échapper aux persécutions religieuses : par la suite, elle sera dévoyée pour cautionner des entreprises de subversion dans le cadre de l'activisme politique : en tout état de cause, elle est volontairement passée sous silence.
Les ismaéliens (courant minoritaire) rajoutent aux six « piliers » (arkān) : (7°) la Wilayah (« amour et dévotion pour Allah, les prophètes et l'imam ») ; (8°) la Tahara (« pureté rituelle ») ; et (9°) la Taqiya. Par contre, les druzes (branche de l'ismaélisme) les rejettent en bloc.

## Les croyances de la foi musulmane
La définition de la foi musulmane (« إِيمَانٌ », « îmân ») découle des textes du Coran ou des hadiths. Sans être exhaustifs, ces derniers définissent la croyance (ou la foi) par : « La foi (imân) est que tu croies (1er) en Dieu, (2e) en Ses anges, (3e) en Ses livres, (4e) en Ses messagers, (5e) en la réalité du jour dernier, et (6e) que tu croies en la réalité de la destinée, qu'elle soit relative au bien ou au mal »,.
Dans la jurisprudence religieuse, l'adhérent à l'islam est nommé mouslim (musulman, circoncis de la chair) et l'adhérent à l'imane est nommé mou'min (croyant, circoncis du cœur), sans pour autant faire de dissociation entre les deux car ces deux termes sont considérés par l'islam comme indissociables et complémentaires.
Dans l'islam, la croyance et la pratique, le fond et la forme, sont intimement liés. En effet, les versets coraniques décrivent souvent le croyant mou'min comme étant « celui qui croit et pratique de bonnes œuvres ». Dans la pratique, cela n'exclut pas la présence de croyants ne pratiquant pas (considérés comme « pécheurs »), ou des pratiquants ne croyant pas (considérés comme « hypocrites » par l'islam). Pour l'islam, les actes sont le reflet de la foi et ils ne valent que selon leurs intentions. Autrement dit, les rites sont inutiles s'ils ne sont pas accomplis avec sincérité[réf. incomplète].

### Allah

Allah écrit en arabe.

Allah (avec l'article agglutiné) est le terme sans pluriel, ni genre, utilisé par les musulmans et par les arabophones chrétiens et juifs en référence à Dieu, alors que 'ilāh (arabe : إِلَهٌ) est le terme générique utilisé pour une divinité, une déesse ou un dieu. L’islam croit en un dieu unique, créateur de toute chose, maître du jour du Jugement Dernier, qui juge souverainement les êtres suivant des critères impénétrables et indiscutables. Le Coran ayant été rédigé en langue arabe, c'est donc naturellement le terme Allah qui est utilisé pour désigner ce dieu unique, créateur, omniprésent et omniscient, terme qu'on retrouve notamment dans la profession de foi (Chahada) : « J'atteste qu'Il n'y a pas de divinité si ce n'est Dieu (Allah) et que Mohammed est Son messager » (Ashhadu an lâ ilâha illa-llâh wa ashhadu ana Mouhammadan Rasûlu-l-llâh).
Certains passages coraniques rappellent que le nom Allah désignait pour les Mecquois avant la période islamique le Dieu créateur,,. Le terme Ilah apparaît, précédé de l’article, dans la poésie préislamique comme un nom divin impersonnel et signifie le dieu évoqué dans le contexte (déjà mentionné, par exemple…)[pas clair]. Cette littérature montre aussi que le nom Allâh est la contraction de al-'ilâh. Le terme Allah est attesté dans des poèmes des tribus arabes chrétiennes d'Arabie comme les Ghassanides et les Tanukhides,,. Une inscription du VIe siècle trouvée à Umm al-Jimal atteste de l’usage de ce nom,. Dans une inscription chrétienne datant de 512, les références à Allah sont en arabe et en araméen, soit « Allah » et « Alaha » ; l'inscription commence par la déclaration : « Par le secours d'Allah »,. Le nom Allah était donc utilisé par les chrétiens arabophones avant l’islam.
Allah est présent dans le Coran mais ce texte n’a pas pour but d’exposer ses attributs. Le Coran est regardé par les musulmans comme la parole de Dieu, qui demeure inaccessible, bien que ses « perfections transcendantes » soient évoquées. Dans le Coran, certains versets donnent une image anthropomorphique d’Allah : il a une face, des mains, des yeux… Ces descriptions ont fait l’objet de débats exégétiques et théologiques. S’appuyant sur les hadiths d’une part et sur le tafsir de l’autre, la théologie (‘ilm al-kalam), principalement d’origine mutazilite, s’est penchée sur la question du divin, de son unicité et de sa justice. La question du rapport entre l’essence divine et ses attributs est particulièrement sensible, certains traditionalistes refusant toute recherche rationnelle.

### Anges

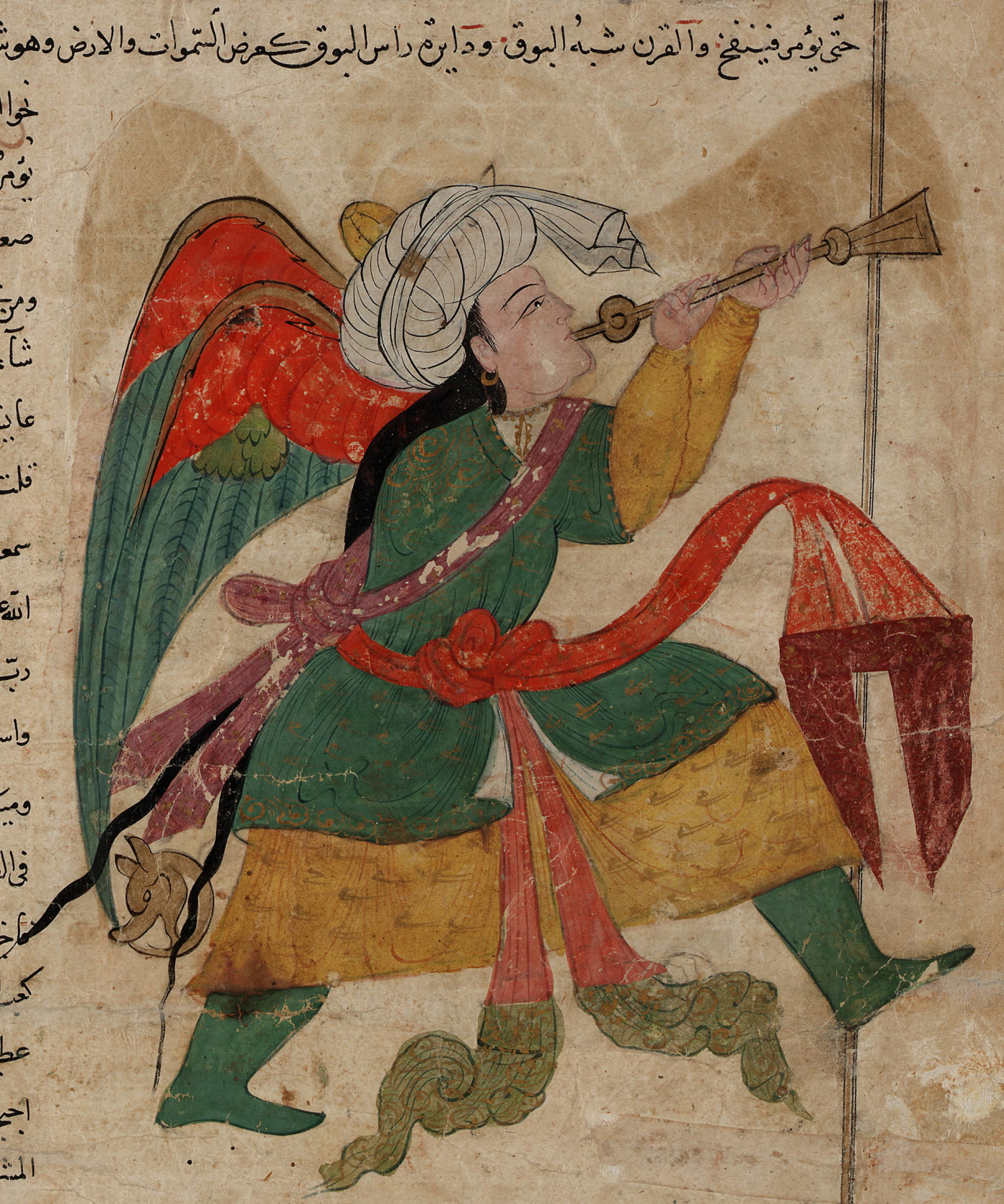
Représentation d'un ange, probablement Israfel. 750-1258, époque Abbaside.

Le Coran affirme l'existence des anges (arabe : مَلَكٌ, malak), à laquelle tout musulman doit croire,. Ils sont les ambassadeurs de Dieu (comme ses homologues en hébreu, malakh, et en grec, angélos), dont ils exécutent ou transmettent les ordres.

#### Statuts des anges
Si le Coran présente les anges comme soumis à Allah, qu'il « est catégorique quant à leur obéissance, […] il est en contradiction avec leur nature créée et leur relation à cet égard avec les Djinn et Shayatin (satans). ». La parfaite obéissance des anges est une lecture traditionnelle des récits autour de la Création. Certains érudits comme Tabari et Ashari ont accepté les anges déchus et ne croyaient pas à l'impeccabilité des anges. Ils soutiennent que seuls les messagers parmi les anges sont infaillibles.
Le Coran parle de la chute d'Iblis dans plusieurs sourates. Une autre sourate est une « difficulté dans la doctrine de l’impeccabilité des anges »[pas clair]. Elle fait allusion à Harout et Marout, anges déchus pour avoir succombé aux plaisirs de la chair. Selon le récit, ceux-ci ont été enfermés dans une fosse et auraient enseigné aux hommes la magie.
Les musulmans croient que les anges sont faits de lumière. Ce verset coranique les décrit ainsi : "Louange à Allah, Créateur des cieux et de la terre, qui a fait des Anges des messagers dotés de deux, trois, ou quatre ailes. Il ajoute à la création ce qu'Il veut, car Allah est Omnipotent" (Coran, sourate 35, verset 1),,,.
Parmi les anges, Gabriel (Jibrîl), Michel (Mîkâ'îl) et Raphaël (Isrâfîl) jouent des rôles d'une importance considérable. À leur tête, l'archange Gabriel est chargé de la révélation (coranique entre autres), en laquelle il y a « vie pour les âmes et les cœurs ». L'archange Michel est chargé de la pluie, en laquelle il y a « vie pour la terre, les plantes et les animaux ». L'archange Raphaël est chargé de souffler dans la trompe, en laquelle il y a « vie des êtres après leur mort ».

#### Existence des djinns
La plupart des musulmans croient en l'existence des djinns. Génies pré-islamiques, les djinns sont, pour l'islam, des créatures créées pour adorer Allah. Ils sont invisibles mais capables de prendre une forme humaine ou animale. La sourate al-jinn leur est particulièrement consacrée. Les djinns peuvent être démoniaques ou angéliques. Ils partagent de nombreuses caractéristiques avec les humains tout en ayant leur propre « nature originelle » (fitra). Ils s'apparentent à la société humaine et peuvent également appartenir à différentes religions.
La nature des djinns interroge les chercheurs. Pour Reynolds, djinns et démons appartiennent au même genre et sont des anges déchus, les djinns pouvant cependant croire en Dieu. Crone considère que les djinns sont d’une espèce différente des anges. Enfin, Dye, considère que les djinns ont été assimilés par le Coran aux démons, sans s’intéresser à leur nature réelle, et que le Coran cherche à diaboliser les djinns et les présente comme des créatures à la fois dangereuses et amorales, ce qui les rapproche des démons vus par le christianisme; la présentation coranique des djinns s’insère, toujours selon Dye, dans le courant chrétien de diaboliser les êtres intermédiaires entre Dieu et les hommes. Pour d'autres, ce sont simplement des éléments païens, intégrés dans une religion monothéiste et rendus comparables à l'homme.

#### Satan
Il y a débat au sein de l'islam au sujet d'Iblis (Satan, le diable) : appartient-il au monde des djinns (abeings ardents et aériens[pas clair]), ou est-il un ange déchu (être de lumière, parfois considéré comme igné), le Coran étant contradictoire sur ce point ? Les salafistes (tenants du dernier avis) fondent leur position sur la lecture de la sourate Al-Baqara, alors que les soufis (tenants du premier avis) fondent la leur sur celle de la sourate Al-Kahf notamment,,[réf. nécessaire]. Si Iblis est présenté par le texte coranique tantôt comme un ange déchu, tantôt comme un djinn, la majorité des commentateurs du Coran (le jumhûr), le considère comme un ange déchu devenu djinn. L'islam reconnaît l'existence de divers satans (sheitan) subordonnés. Ils causent du tort et incitent les humains à pécher.

### Écritures
L'islam reconnait plusieurs textes comme étant des textes révélés. Les plus connus sont le Coran (qour’ân) révélé à Mahomet, la Torah (tawrât) révélée à Moïse, les Psaumes (zaboûr) révélés à David, les Évangiles (injîl) révélés à Jésus,. Il y a aussi des références aux feuillets d'Abraham et de Moïse dans le Coran.Le Coran porte néanmoins une accusation contre les juifs et les chrétiens d'avoir falsifié leurs Écritures. Elle s'inscrit dans le prolongement du refus de ceux-ci de reconnaître Mahomet comme prophète et dans l'accusation portée contre ceux-ci d'être de mauvaise foi. Cette accusation a une mise en place longue et la forme maximaliste d'Ibn Hazm, de réfutation systématique, est celle aujourd'hui largement répandue dans le monde musulman. Jacques Jomier considère ces critiques comme « insoutenables scientifiquement »,.
Selon les musulmans, le Coran est le dernier des livres révélés, car Mahomet est pour eux le dernier prophète et, de toutes ces écritures révélées, seul le texte du Coran serait demeuré intact. Le texte des autres livres révélés aurait été falsifiés sur Terre, mais préservés dans les cieux.[réf. nécessaire]

#### Révélation du Coran

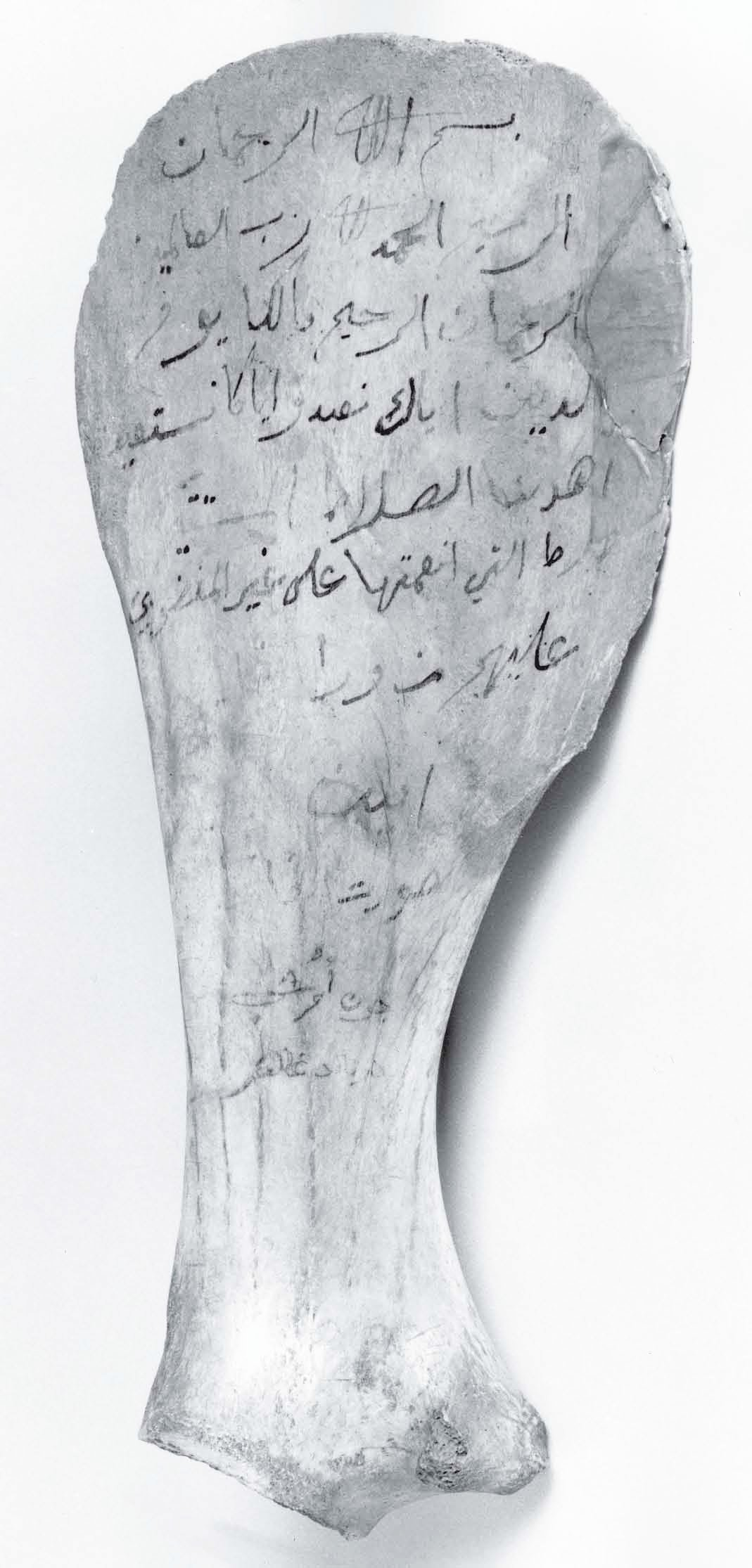
Calligraphie de la sourate Al-Fatiha, sur une omoplate de chameau, XIXe siècle.

Le Coran (en arabe : الْقُرْآنُ, al-Qor’ān, « la récitation ») est le principal texte sacré de l'islam. Il contient 114 sourates, commençant par la sourate al-Fātiḥah (arabe : سُّورَةُ ٱلْفَاتِحَةِ), aussi appelée al-Hamd (arabe : ٱلْحَمْدِ), et se terminant par la sourate al-Nās (arabe : سُورَةُ ٱلنَّاسِ). Pour les sunnites, il reprend verbatim la parole du Dieu unique. Ce livre est le plus ancien document arabe complet connu,. La tradition musulmane le présente comme un ouvrage en arabe « clair » ou « pur », avec le caractère spécifique d'inimitabilité dans la forme comme dans le fond.
Pour les musulmans, le Coran regroupe les paroles d'Allah, révélations (āyāt) faites au dernier prophète et messager de Dieu Mahomet (مُحَمَّدُ, Muhammad, « le loué ») à partir de 610–612 jusqu'à sa mort en 632 par l'archange Gabriel (جِبْرِيلٌ, Jibrîl).
Selon les traditions, Mahomet étant analphabète jusqu'à l'âge avancé de 40 ans, il n'est pas celui qui a mis par écrit le Coran. Durant la vie de Mahomet, la transmission des textes se faisait principalement de manière orale et se fondait sur cette « récitation » qu'évoque précisément le terme qur'ān, même après l'établissement à Médine. Le terme « collecte » (jama'a) a été rendu ambigu par les lexicographes musulmans pour y rajouter l'idée de mémorisation. Cette évolution permet de résoudre des contradictions internes aux traditions et d'occulter les luttes entourant la mise à l'écrit du Coran. Certains versets ou groupes de versets ont été occasionnellement écrits sur des omoplates de chameaux ou des morceaux de cuir, par des croyants. Il s'agit de témoignages fragmentaires et rudimentaires de la notation,.
Toujours selon ces traditions, peu après la mort de Mahomet (en 632), un premier recueil du Coran fut compilé sous l'autorité du premier calife et beau-père de Mahomet, Abou Bakr As-Siddiq, qui, à la demande d'Omar ibn al-Khattâb, lorsqu'un grand nombre de compagnons ayant mémorisé le Coran par cœur furent tués à la bataille d'Al-Yamama, met le scribe du prophète Zayd ibn Thâbit à la tête d'une commission ayant pour mission de réunir tous les passages récités de son vivant afin de les sauvegarder dans un écrit déposé entre les mains de sa fille Aïcha, veuve de Mahomet.Le troisième calife, Othmân ibn Affân (644-656), à la suite de divergences de récitations survenues entre Irakiens et Syriens, aurait demandé à Hafsa de lui prêter le manuscrit en sa possession afin de fixer un texte unique et officiel à partir de cette édition et d'expédier des copies reliées dans les différentes provinces musulmanes,. Afin d'éliminer tout risque d'erreur et de parer à toute éventuelle contestation, la commission n'accepta que les écrits qui avaient été rédigés en présence de Mahomet et exigea deux témoins fiables à l'appui, qui avaient réellement entendu Mahomet réciter les versets en question. Malgré ces efforts pour prévenir tout schisme à l'intérieur de l'islam, les kharidjites, par puritanisme, ont rejeté notamment comme apocryphe la sourate Yusuf, en ce qu'elle évoquerait en des termes scabreux la femme du Potiphar d'Égypte s'entichant du beau Joseph (Youssef dans le récit coranique) et ce, en dépit du récit biblique convergent quant à cette affaire.
Aujourd'hui, de nouvelles approches réétudient les traditions musulmanes. Ainsi, toutes les traditions de compilation sous Abu Bakr et celle d'Othman remontent à Ibn Shihāb al-Zuhrī, mais pour François Déroche, « il n’est pas totalement certain que le récit d’al-Zuhrī ne soit pas le résultat sinon d’une falsification totale, du moins d’une réécriture de l’histoire ». Les sources anciennes montrent, en réalité, une multiplicité de traditions. L'examen de fragments, pourtant censés être postérieurs à Othman, montre que l'écriture manque encore de précision. L'absence de diacritique sur toutes les lettres laisse « la porte ouverte aux divergences ». « La nature de l’intervention du calife ‘Uthmān serait donc différente de celle que la tradition lui attribue. ». Pour Amir-Moezzi, la plupart des traditions liées à la collecte du Coran naissent à l'époque omeyyade, quelques dizaines d'années après les faits « quelques dizaines d'années qui comptent pour plusieurs siècles tant entre les deux époques, les énormes conséquences des guerres civiles et des grandes et fulgurantes conquêtes ont bouleversé l'histoire et la mentalité des premiers musulmans ». Pour Anne-Sylvie Boisliveau, « [Viviane Comerro] revient une dernière fois, et magistralement, prouver qu’il y a eu « théologisation progressive de l’histoire du texte canonisé » : les informations transmises en Islam à propos de la manière dont le Coran a été rassemblé et fixé ont été rendues conformes au dogme définissant le Coran ».
Concernant ces questions de la rédaction du Coran, les chercheurs proposent différentes alternatives allant d’une durée de mise à l'écrit courte à partir de l'œuvre d'un seul auteur jusqu’à un travail rédactionnel collectif et tardif. Deux principaux modèles se dégagent : celui d’une « collecte » précoce du texte coranique sous le calife Othmân ibn Affân, à côté de celui d’une « rédaction » collective et progressive tout au long du VIIe siècle ayant abouti à une forme quasi-définitive sous le califat d'Abd Al-Malik. Pour François Déroche (du 1er modèle), « l’histoire de la vulgate coranique est donc à reconsidérer sur une plus longue durée. Si les bases en ont été jetées assez tôt, avant l’intervention du calife ʿUthmān, le rasm [litt. « tracé »] n’était pas encore stabilisé à l’époque où a été copié le Parisino-petropolitanus et ne le sera sans doute pas avant le IIe /VIIIe siècle ». En effet, ce manuscrit contient encore des variantes au niveau du rasm « qui ne sont ni conformes à celles que reconnaît la tradition, ni réductibles à des particularités orthographiques ». Dye conclut que « si certains écrits coraniques datent de l’époque du Prophète, il ne convient pas pour autant de se limiter au Ḥiǧāz du premier tiers du VIIe siècle pour comprendre l’histoire du Coran. Il y a eu une activité compositionnelle et rédactionnelle après la mort de Muḥammad. Les rédacteurs du Coran sont des auteurs (et non de simples compilateurs) qui ont pu réorganiser, réinterpréter et réécrire des textes préexistants, voire ajouter des nouvelles péricopes […] ».
Le Coran est composé de cent-quatorze chapitres nommés sourates, de longueurs variables. Chaque chapitre est connu sous un ou plusieurs titres. Ces titres proviennent soit des premiers mots du chapitre, soit d'un épisode considéré comme prégnant. Ils n'appartiennent pas à la révélation et ne figurent pas dans les premiers manuscrits coraniques connus, mais furent rajoutés par des scribes pour distinguer les chapitres du Coran.
S'il n'y a aujourd'hui qu'un seul Coran, il existe sept lectures canoniques nommées Qirâ’at. En effet, après que le Coran a été fixé par écrit, on en a précisé ultérieurement la vocalisation et établi les règles de la psalmodie. Seules deux variantes de lectures du Coran (Qirâ’at) sont véritablement connues de la plupart des musulmans et ont fait l'objet d’une réelle diffusion dans le monde arabe : la lecture occidentale (en Afrique) ou lecture de Médine est connue sous le nom de « lecture de Warch » ; et la lecture orientale (en Asie) ou lecture de Koufa est connue, quant à elle, sous le nom de « lecture de Hafs », chaque nom étant tiré du nom du spécialiste de cette science. La différence entre les lectures tient avant tout à la psalmodie, la manière de lire, de prononcer. C’est d’ailleurs pour cela que l’on parle de « lecture ». Mais il existe aussi et surtout des différences dans le découpage des sourates en versets, autrement dit dans la « dimension » des versets, ce qui explique également les différentes modalités de psalmodie.
La plupart des musulmans ont un grand respect pour le Coran et font les ablutions, c'est-à-dire se lavent comme pour faire les prières, avant de le toucher et de le lire,.

#### Dogme de l'arabité
Le dogme de l'arabité proclame que le Coran a été révélé à Mahomet dans sa langue : « en une langue arabe très claire. » (Coran, sourate 26, verset 195). Le deuxième terme « n'a aucun sens linguistiquement et historiquement » car « il n'y a aucune raison de penser que l'environnement dans lequel naît le Coran n'était pas, d'une façon ou d'une autre, multilingue (l'ensemble du Proche-Orient l'était) — autrement dit, il convient de reconnaître la présence de nombreuses traces de bilinguisme/multilinguisme dans la langue même du Coran ». S'appuyant sur une recherche de Luxenberg, Gilliot traduit ce terme par « élucidé »/ « rendu clair ». Pour l'auteur, ce terme est lié au Coran qui « explique/interprète/commente des passages d’un lectionnaire en langue étrangère ».
De nombreux emprunts à d'autres langues sont présents dans le Coran. Certains de ces mots étaient déjà considérés comme obscurs au VIIe siècle. Elle englobe toutes les langues des pays limitrophes de l’Arabie, celles qui appartiennent à la famille sémitique : l’akkadien, l’araméen, l’hébreu, le syriaque, l’éthiopien, le nabatéen, le sudarabique, et les langues non sémitiques des Empires grec, romain et perse. Pour Alphonse Mingana, 70 % des termes d’origine étrangère dans le Coran proviendraient du syriaque.
Selon le récit religieux musulman, la langue arabe aurait été révélée à Adam en 29 lettres de l'alphabet. Et Mahomet de préciser que : « Lâ est une seule lettre » (c'est-à-dire la négation et non pas la hamza qui marque seulement un coup de glotte).

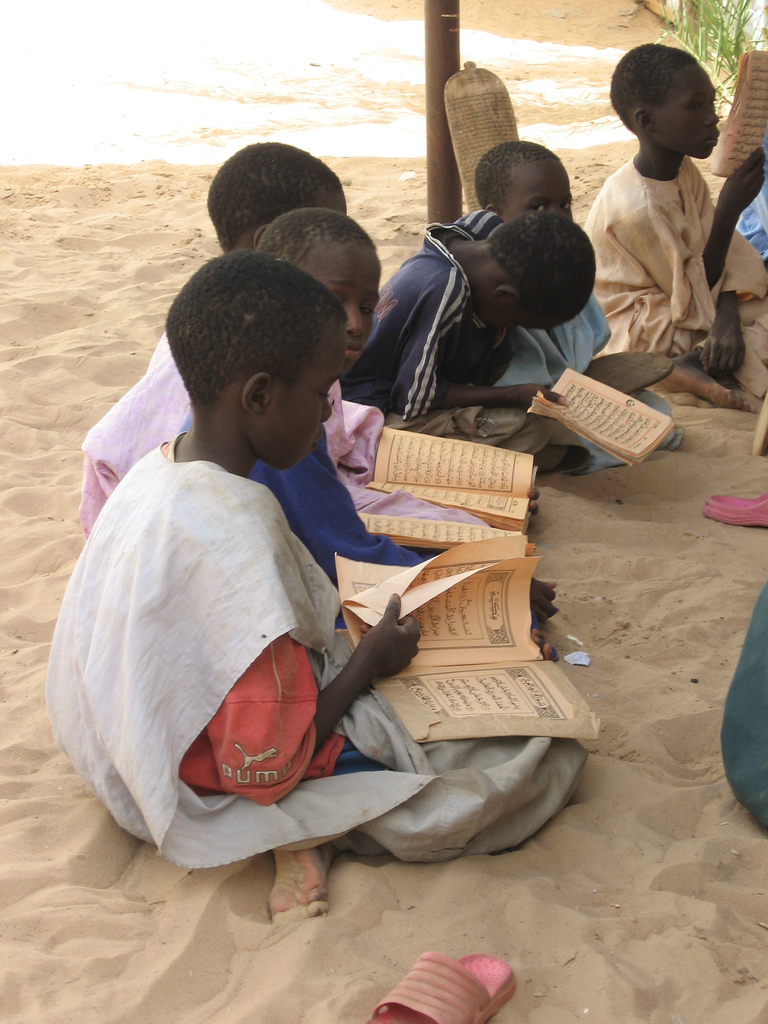
Une école coranique à Touba (Sénégal).

Bien que la traduction du Coran pose problème et soit rejetée par certains courants conservateurs « littéralistes », le Coran fut tout de même traduit très tôt, du moins partiellement. Ainsi, selon une tradition musulmane, la première sourate, la Fatiha est traduite du vivant de Mahomet par Salman le Perse afin d'être récitée lors de la prière par les Perses,, tandis que Ja`far ibn Abî Talib, frère d'`Alî, a traduit quelques versets parlant de Jésus et de Marie en langue guèze (éthiopien classique), lorsqu'il était ambassadeur au nom de Mahomet auprès du souverain chrétien d'Éthiopie, le Négus. Néanmoins, « certaines voix se sont rapidement élevées contre tout effort de traduction coranique ». Parmi d'autres, une traduction complète en persan est, tout de même, établie en 956.
Toutefois, après la mort de Mahomet, les courants les plus conservateurs de l'islam ont exprimé un refus catégorique de traduire le Coran considérant que la traduction n'est plus la parole de Dieu. Le dogme du caractère inimitable du Coran, transcription écrite de la parole divine, et du caractère sacré de la lettre a longtemps servi à s'opposer aux traductions. La traduction de ce texte ancien peut être problématique par l'absence de « certitude [sur] le sens qu'avaient bien des termes utilisés par le Coran, dans le milieu où il est apparu » ou par la polysémie de certains termes. « Une des traductions modernes les plus scrupuleuses, celle de l'Allemand Rudi Paret, est parsemée de parenthèses et de points d'interrogation ». Ainsi, Cuypers cite le premier verset de la sourate 96 : « Lis (ou « proclame ») au Nom de ton Seigneur ! », que la tradition associe à la lecture et à la proclamation du Coran. Des recherches contemporaines permettent de le retraduire en « Appelle/Invoque le Nom de ton Seigneur », reconnaissant dans ce passage un appel à la prière et non un envoi en mission.

#### Dogme de l'inimitabilité
En réponse à ses contradicteurs, les musulmans proclament que le Coran est un miracle et qu'aucune parole humaine ne saurait le surpasser en beauté. Son inimitabilité sert le double objectif de prouver l'authenticité de l'origine divine du Coran et la prophétie de Mahomet à qui il a été révélé comme messager pour le genre humain. Depuis le IIIe siècle de l'hégire ce concept est devenu un dogme. Le terme iʿjâz utilisé pour définir l'inimitabilité de celui-ci n'est attesté qu'à partir du IXe siècle et aucun traité ne lui est consacré avant le Xe siècle. Pour Liati, « on constate que le dogme de l’inimitabilité formelle du coran est tardif et qu'il ne s'est imposé que contre des résistances très vives ».
Les bases du dogme sont présentes dans le texte coranique où plusieurs versets évoquent l'incapacité des hommes à frustrer la volonté d'Allah. Plusieurs versets sont des défis à produire "quelque chose comme ce Coran". "L'idée, bien entendu, est que ce défi réduirait les adversaires au silence puisque la révélation ne peut venir que de Dieu". Gilliot voit dans cette défense de l'inimitabilité du Coran un raisonnement circulaire,. D. et M.T Urvoy cite une telle critique datant du IXe siècle : "l’argument du défi, qui doit justifier le caractère divin du Coran, présuppose en fait l’acceptation de la validité de celui-ci et de son auto-qualification".
Selon l'apologétique musulmane, ce défi serait resté sans réponse,. Selon la tradition islamique, un certain Musaylima al-kadhdhâb a tenté, en vain, de relever ce défi, déclarant à ses compatriotes du Nejd venus le trouver pour contrer la prophétie de Mahomet : « À moi aussi, l'ange Gabriel m'a apporté une sourate pareille ». Par ailleurs, un certain nombre de poètes, ont écrit des textes dépassant, selon eux, le Coran en éloquence,. Si les traditions évoquent plusieurs cas de personnes ayant tenté de relever le défi, les « révélations » conservées sont « en leur quasi-totalité […] inventées par les musulmans eux-mêmes » pour critiquer ou ridiculiser les auteurs attribués.
Pour Gilliot, « Le recours à la soi-disant « inimitabilité » linguistique ou thématique du Coran ne vaut que pour qui adhère à ce theologumen. Aux yeux du linguiste ou du traducteur, d’inimitabilité, point n’est ! ». Pour Maxime Rodinson, cette perfection serait culturellement ressentie par les musulmans, comme pour tout « texte dont on a été bercé depuis l'enfance ». « La beauté du style coranique a été contestée par ceux qui, pour une raison ou une autre, échappaient à l'envoûtement collectif ». Pour D. et M.T. Urvoy, « il n’y a de miracle coranique que pour celui qui y croit (déjà). Il s’agirait là, selon les auteurs, d’un cercle : Dieu dit que Sa parole est un miracle, le Coran est parole de Dieu, alors le Coran est un miracle (…). Ainsi, « l’argument du défi (al-taḥaddī) ne prouve rien à un non musulman s’il n’est pas déjà engagé dans la conversion à l’islam » (…) ».
Theodor Nöldeke a écrit un article sur ce qui lui paraissait être des défauts stylistiques (rimes, styles, composition…) dans le Coran « dont sont exempts les poèmes et les récits de l'ancienne Arabie » ainsi que des irrégularités grammaticales. Mais pour Jacques Berque, beaucoup de ce que Theodor Nöldeke impute à des vices rhétoriques n'est en fait qu'une spécificité stylistique propre au discours coranique et non pas un défaut stylistique. Pour ce qui est des irrégularités grammaticales ou ce que l'on pourrait prendre comme telles, il en admet quelques-unes comme « incontestables » mais préfère plutôt les nommer « spécificités grammaticales ». Michel Cuypers récuse ainsi l'affirmation de Nöldeke selon laquelle le fait de passer d'un sujet à un autre avant de revenir au premier sujet est une faiblesse. Il reconnait une structure non linéaire que l'on appelle la « rhétorique sémitique »,.

### Les prophètes
Les musulmans considèrent que les prophètes sont une part importante de leur foi. Pour l'islam, le prophète est à la fois quelqu'un qui proclame un message divin (sens de « prophète », nabi, en arabe et en hébreu) et quelqu'un qui présente une législation (charia). À la différence du prophète biblique, Mahomet ne prédit pas l'avenir, à l'exception d'un éventuel futur triomphe de l'islam. Selon Amir-Moezzi, la prophétologie musulmane est proche, par certains aspects comme le concept de « sceau des prophètes », du manichéisme ; pour le mutazilisme, elle est une grâce d'Allah pour ses créatures. La prophétie coranique est avant tout la transmission d'une révélation.

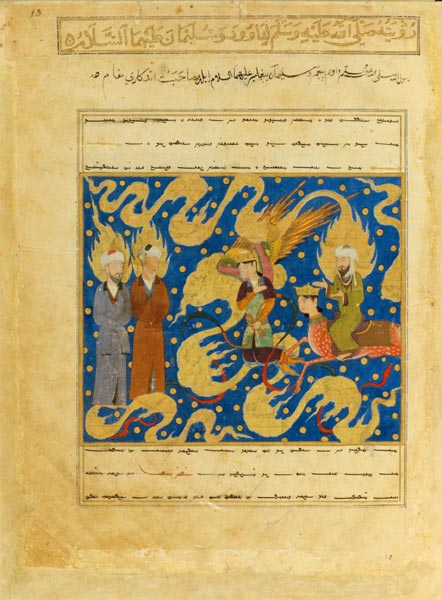
Mahomet, David et Salomon, Afghanistan, Hérât, 1436.

Pour l'islam contemporain majoritaire, tous les prophètes d'Allah ont fait valoir un bon comportement et une conduite exemplaire. Ils seraient nécessairement immunisés contre la mécréance, les grands péchés et les petits péchés. Cette croyance tardive ne provient pas du Coran et sa mention est rare dans la Sunna. Au contraire, le Coran rapporte des péchés et des fautes de plusieurs prophètes, dont Mahomet, mais aussi Adam, Moïse et David. Le Coran ne défend donc pas le dogme de l'impeccabilité des Prophètes. La Sunna, elle-même, n'en contient que quelques traces. Cette doctrine est énoncée, pour la première fois clairement, par Ibn Hanbal (855). Ce dogme entraînera des conflits d’interprétation lorsque la vieille exégèse (y compris dans les écrits attribués à Mahomet) heurtait ce principe d’impeccabilité. Cette notion aurait été importée dans l'islam par le biais de l'islam chiite, à partir de l'influence des croyances orientales et a connu dans la pensée sunnite des évolutions et une mise en place longue.

#### Une succession de prophètes
Du point de vue musulman, tous les prophètes ont appelé à l'islam. Abraham est donc musulman au même titre qu'Adam, Noé, Moïse et Jésus. Paradoxalement, c'est Abraham qui partage la foi de Mahomet et non l'inverse puisque la vérité, selon le Coran, est connue dès le premier jour et dès le premier homme, Adam. Le Coran propose une histoire construite sur le principe qu'Adam aurait possédé l'intégralité du message divin mais que celui-ci se serait altéré au fur et à mesure des générations. Ces altérations ont été accompagnées de restaurations par les prophètes, appelant un retour au monothéisme originel. Ce schéma est devenu systématique chez les hérésiographes.
Les textes expliquent qu'Adam a inauguré la fonction prophétique, tandis que c’est par Mahomet, le dernier prophète, qu’elle a été close. Quelques prophètes cités par le Coran : Noé (Noûh), Abraham (Ibrâhîm), Loth (Loût), Ismaël (Ismâ'îl), Isaac (Ishâq), Jacob / Israël (Ya'qoûb / Isra'îl), Joseph (Yoûçouf), Job (Ayyoûb), Shelah (Sâlih), Eber (Âbir / Hoûd), Aaron (Hâroûn), Moïse (Moûçâ), Jonas (Yoûnous), Jessé (Yâsa), David (Dâwoûd), Salomon (Soulaymân), Zacharie (Zakariyyâ), Jean-Baptiste (Yahyâ), Jésus (Issa). À l'inverse de la réserve biblique quant à l'usage de ce terme, le mot « prophète » a tendance à être attribué par l'islam, selon Amir-Moezzi, à toute personne « ayant joué un rôle dans l'histoire sacrée ». Ainsi, des auteurs attribuent un rôle prophétique à Alexandre le Grand (Dhû-l-Qarnayn).

#### Prophétie de Mahomet
Il est possible de faire une histoire des représentations de Mahomet, mais pas une biographie historique au sens moderne du terme. L’ensemble des données non islamiques sur la vie de Mahomet ne dépassent pas une page.
Le chef religieux, politique et militaire arabe Mahomet (محمد en arabe), dont le nom est parfois aussi transcrit par Mohammed, Muhammad, etc. en français est le fondateur de l'islam et de l'oumma, la « matrie » en quelque sorte (sans aucune idée de communautarisme, mais au contraire d'universalisme). Il est considéré comme le dernier prophète du monothéisme par les musulmans et il n'est reconnu comme prophète que par cette congrégation. Ils ne le considèrent pas comme le fondateur d'une nouvelle religion, mais pensent qu'il est le dernier d'une lignée de prophètes de Dieu et considèrent que sa mission est de restaurer la foi monothéiste originale d'Adam, Abraham et d'autres prophètes, foi qui avait été corrompue par l'homme au cours du temps,.
Selon le Coran, pendant les 23 dernières années de sa vie, Mahomet dicte des versets, qu'il reçoit d'Allah par l'intermédiaire de l'ange Gabriel (Jibril), à des fidèles de plus en plus nombreux convaincus par ce nouveau message. Le contenu de ces révélations sera compilé après la mort de Mahomet en un ouvrage, le Coran, livre saint des musulmans. Néanmoins, « L'archéologie expose que le thème de la prophétie de Mahomet est apparu relativement tard ».

##### Sunna et hadiths

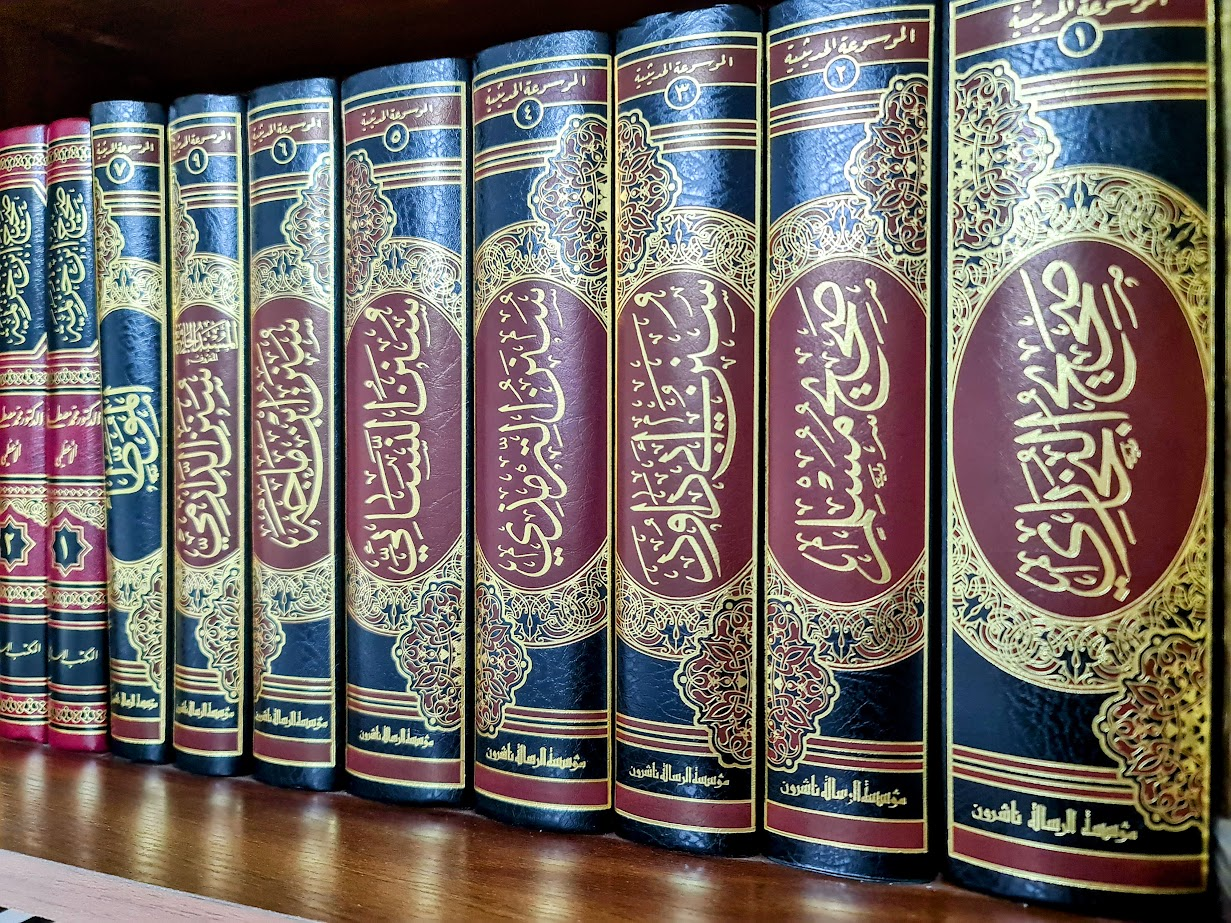
Livres présentant des collections de hadiths.

Le Coran établit l'importance de la sunna (« voie », « chemin » ou « tradition ») de Mahomet qui est racontée par des transmissions de ses paroles, faits et gestes, approbations (y compris silencieuses),, récits appelés hadîths. Les hadiths sont considérés comme des exemples à suivre par la majorité des musulmans. Les écoles de jurisprudence madhhabs considèrent les recueils de hadiths comme des instruments importants permettant de déterminer la sunna, la « tradition » musulmane. Le hadith était à l'origine une tradition orale qui rapportait les actions et coutumes de Mahomet. Cependant, à partir de la première fitna, au VIIe siècle, ceux qui ont reçu les hadiths ont commencé à questionner les sources des paroles. Pour les musulmans, leur crédibilité est généralement proportionnelle au crédit des témoins qui les ont rapportés. Cette chaîne de témoins est appelée isnad. Ces recueils sont, encore aujourd'hui, pris comme références dans les sujets en rapport avec le fiqh ou l'histoire de l'islam. Les hadiths dit « authentiques » sont admis par l'ensemble des musulmans sunnites[réf. nécessaire]. Comme leur nom l'indique, les sunnites considèrent les hadiths constituant la sunna comme des suppléments et des clarifications essentielles au Coran. Dans la jurisprudence islamique, le Coran contient le germe de nombreuses règles de comportement attendues d'un musulman[réf. nécessaire]. Ils sont considérés comme une source d'inspiration religieuse par les sunnites et les chiites, alors que les coranistes considèrent que le seul Coran est suffisant. Les chiites ont toutefois des réserves à l'égard des recueils sunnites car ils valident plutôt leur point de vue. Ils ont leurs propres ouvrages qui, pour Amir-Moezzi, concordent davantage avec la recherche historico-critique.
Plusieurs chercheurs ont démontré que certains hadiths sont composés d'éléments plus récents que Mahomet et qui lui ont été attribués postérieurement et qu'ils ont été forgés par le pouvoir califal. Schacht considère que, de manière générale, plus une chaîne de transmission paraît « parfaite », plus le hadith est tardif. En particulier, les transmissions familiales sont des « indications positives que la tradition en question n'est pas authentique ».

### Résurrection et jugement dernier

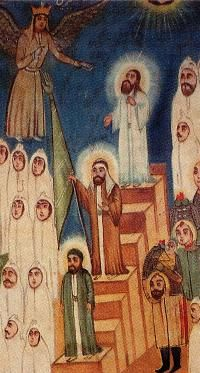
Prophètes lors du Jugement Dernier, XIXe siècle, Iran.

Selon l'islam, un certain nombre d’événements surviennent après la mort dont les plus importants sont[réf. nécessaire] :
- Le jour du jugement : Il surviendra après la fin du monde dont seul Dieu connaît l'échéance[175]. La durée sera de 50 000 ans[Note 27]. La terre sera une autre terre ainsi que les cieux[Note 28]. Allah jugera les gens sans intermédiaire, un par un.
- Les étapes seront :
  - La résurrection physique : elle marque le début du jour du jugement. Les gens seront ressuscités par Allah, nus et incirconcis[Note 29], afin d'être jugés,
  - Le rassemblement : tous les gens seront rassemblés en un lieu pour se faire juger,
  - L'exposition des actes : chacun verra exposés ses actes, bons ou mauvais,
  - La rétribution : en fonction de leurs actes, les gens seront récompensés ou châtiés,
  - La balance : les actes seront comparés, bons contre mauvais,
  - Le pont (al-sirat) : il relie la nouvelle Terre aux abords du paradis et il sera dressé au-dessus de l'enfer dans lequel, selon l'interprétation majoritaire, les « infidèles » chuteront (ceux qui n'acceptent pas le Coran)[176],
  - Le bassin (al-kawthar) : chaque communauté aura son bassin dont boiront les musulmans pieux avant d'entrer au paradis,
  - L'intercession : avec la permission d'Allah, ses prophètes, ainsi que d'autres pieuses personnes ou le Coran, intercéderont pour les auteurs de grands péchés[177], qui méritent un châtiment (Tawassoul),
  - L'enfer (jahannama) : c'est un endroit dans lequel, selon l'interprétation majoritaire, seront châtiés les « infidèles »[176]. L'interprétation des versets coraniques relatifs à la « durée » du séjour infernal est l'objet de développements théologiques,
  - Le paradis (al-janna) : c'est une demeure de félicité éternelle réservée aux personnes unifiant Dieu, ainsi qu'aux personnes sincères,
  - La vision de Dieu : les croyants verront Allah, sans notion de distance et sans qu'il y ait un doute sur cette vision.

La majorité des musulmans croient à la question, au supplice et à la félicité de la tombe. Ceci n'est pas mentionné dans le Coran mais dans la Sunna. Selon cette dernière, après la mort, toute personne sera questionnée dans sa tombe par deux anges du nom de Mounkar et Nakir : « Qui est ton Seigneur ? Qui est ton prophète ? Quelle est ta religion ? ». Les musulmans pieux répondront correctement à ces questions et auront la félicité dans leur tombe, tandis que les non-musulmans et certains musulmans désobéissants n'y répondront pas correctement et seront châtiés[réf. nécessaire].

#### Retour de Isâ et des Yajûj et Majûj
Selon les commentateurs musulmans, le Coran dit que ʿĪsā (Jésus de Nazareth) est un prophète comme Adam ; qu'il n'a pas été tué ni crucifié mais qu'il a « été élevé vers Dieu » ; et qu'un « autre individu qui lui ressemblait lui fut substitué » ; certains interprètes disent que cet autre individu était Judas,. Plusieurs auteurs (Marx, Reynolds, Charfi, Amir-Moezzi…) estiment que le passage du Coran sur lequel se fonde l'affirmation des commentateurs musulmans est ambigu et prête à discussion,,. Pour J. Chabbi, l'interprétation de la non-mort de Jésus ne se trouve pas dans le Coran mais dans la tradition.
Dans la croyance musulmane, Jésus reviendra à la fin des temps pour « tuer » l'Antéchrist[réf. nécessaire]. La seule mention coranique d'un retour d'ʿĪsā se trouve dans la sourate XLIII qui fait l'objet de plusieurs lectures. Pour Pons et Hilali, Jésus juge le monde à la fin des temps. Cette tradition est particulièrement présente dans le corpus des hadiths. Pour Reynolds, selon une tradition du début de l'islam, Jésus remettra alors l'islam en place et luttera contre les chrétiens et les juifs. Pour ces traditions, « il tuera les porcs, brisera la croix, détruira les synagogues et les églises, et tuera les Chrétiens sauf ceux qui croiront en lui ». Son retour sur terre, en tant que Massih (Messie) musulman, est le signe de la fin du monde et du Jugement dernier tandis que beaucoup de hadiths le présentent comme le principal compagnon du Mahdi, Sauveur de la fin des temps.

### Prédestination du bien et du mal
Dans la compréhension musulmane, la prédestination du bien et du mal se rapproche du sentiment antique du fatum. Elle consiste à croire que tout ce qui se produit dans ce monde — qu’il s’agisse des actes volontaires ou involontaires d'un individu — est prédestiné par Dieu. Ce qui arrive était déjà écrit. Les événements surviennent inéluctablement. La volonté de Dieu se réalise toujours selon sa sagesse éternelle. Ainsi, toute chose — bonne ou mauvaise — est connue de Dieu par avance, et se réalisera en temps voulu[réf. nécessaire]. Pour l'islam, « la prédestination est entièrement incluse dans la notion de « destin » (al-qadr), qui est le décret établi (ajl mûsamma) par Dieu (II, 210 ; VI, 2), décret qui ne peut être ni avancé ni retardé ».
Mantran oppose la vision de Mahomet à la Mecque qui défend le libre-arbitre mais qui évolue lors de son enseignement à Médine vers une prédestination. Dès le début de l'islam, en Syrie, des musulmans se sont opposés à cette vision qui leur semble contraire au principe de jugement divin. Ils prennent le nom de qadarites. La prédestination fut défendue par le pouvoir omeyyade qui légitimait ainsi ses actions. Le second courant s'opposant à la prédestination est le mo'tazilimes, à partir de la fin du califat omeyyade. Ce courant a« estimé que l'homme possède un libre arbitre illimité de ses actes, qu'il est le créateur de ses actes, sinon Dieu serait injuste de l'en rendre responsable ». Ce mouvement disparaît au IXe siècle.
Du reste, cette question du destin est à ce point controversée au sein de la Oumma et en dehors, qu'elle a conduit l'imam Abû Hanîfa (mort en 150H/767G) à mettre en garde contre l'écueil de la mécréance en voulant aborder ce mystère : « Ne savez-vous pas que celui qui examine le libre-arbitre est comme celui qui examine les rayons du soleil, plus il l'observe de près, plus il devient perplexe ». Pour Mantran, ce principe de la prédestination « entraîne la négation de la liberté de l'homme », même si cela ne nie pas, pour les théologiens sa responsabilité.

## Les grands courants théologiques de l'islam
Les musulmans se partagent en trois branches principales : le sunnisme rassemble environ 90 % des musulmans, le chiisme environ 10 %, l'ibadisme (division du kharidjisme) moins de 1 %.

Principaux courants de l'islam.

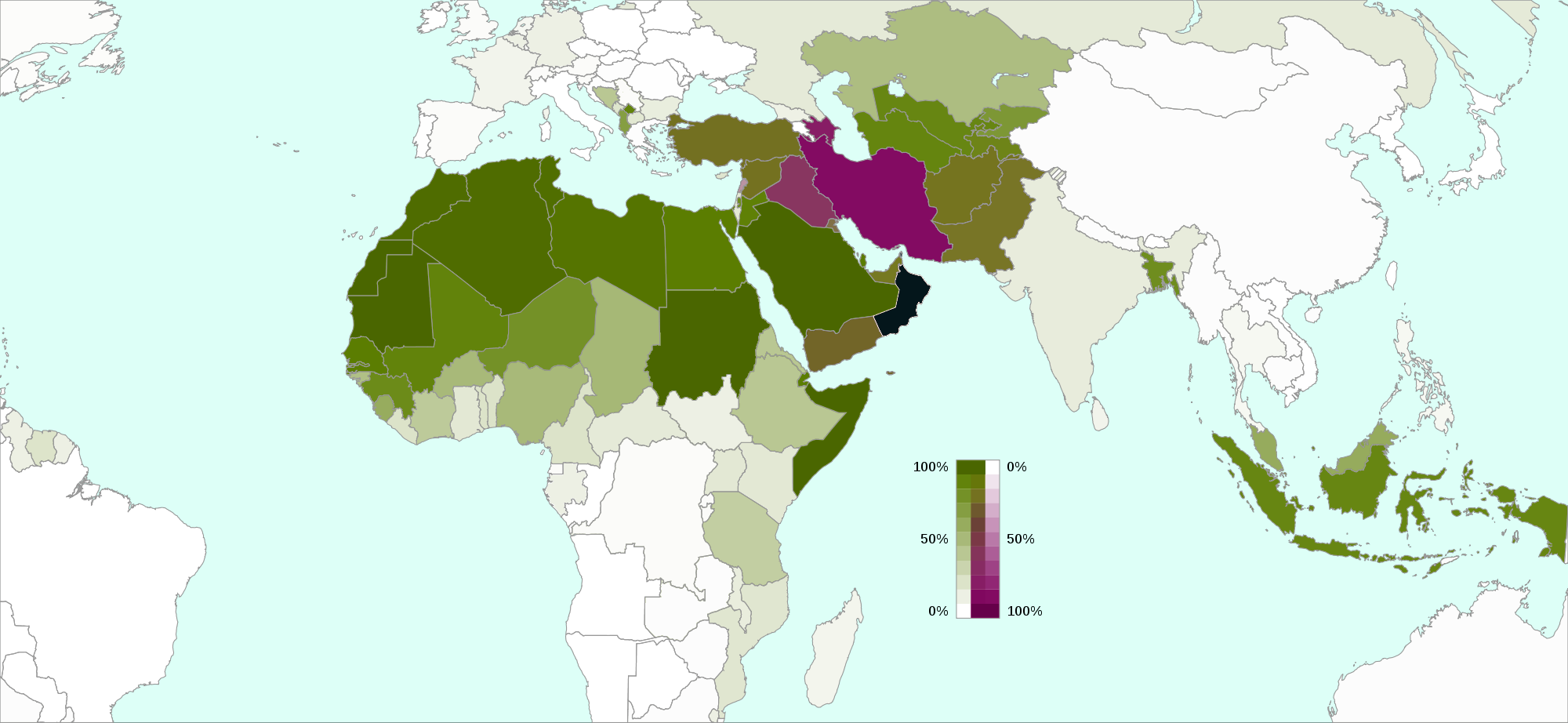
Carte des pays où les musulmans représentent plus de 10 % de la population. En vert, les pays à majorité sunnite, en violet, ceux à majorité chiite, et en noir, ceux à majorité ibadite.

L'islam naît dans un contexte de violences importantes et de répressions, cycle qui durera jusqu'au IIIe siècle. Le conflit "matriciel" est celui de la succession de Mahomet, principalement entre les partisans d'Abu Bakr et ceux d'Ali. Pour les sunnites, Mahomet n'aurait désigné personne pour lui succéder, tandis que pour les chiites, Ali aurait été explicitement désigné. Cette question de la succession apparaît comme une "ligne de fracture majeure de la umma originelle". La première division est celle du kharijisme

### Le sunnisme
Le sunnisme (de sunna, « voie », « chemin » ou « tradition ») est le courant de loin le plus répandu. 90 % des musulmans sont sunnites. Il est apparenté à une vision orthodoxe de l'islam. Ces croyants se nomment eux-mêmes « gens de la tradition et de l’assemblée ». Le sunnisme est un courant qui s'installe lentement, au cours des deux premiers siècles de l'islam. Le sunnisme se renforce à partir du califat abbasside même s'il connait des oppositions.

#### Les quatre écoles de jurisprudence sunnites
Les musulmans sunnites appartiennent très majoritairement à l'une des quatre grandes écoles de jurisprudence (madhhab). Celles-ci s'acceptent mutuellement et ne diffèrent pas en termes de croyances ('aqîda) — elles sont soit acharites, soit maturidites. Elles se différencient toutefois par la méthodologie juridique utilisée pour régler les questions de jurisprudence.
Les madahib s'accordent sur quatre sources de droit : le Coran (parole verbatim de Dieu), la Sunna, (enseignements oraux et actes du prophète de l'islam ou ahadith), le consensus juridique (ijmâ') et l'analogie juridique (qiyâs).
Ces écoles sont, dans l'ordre de leur apparition : le hanafisme (d'Abû Hanîfa, 700-767), le malikisme (de Mâlik ibn Anas, 712-796), le chaféisme (d'Al-Chafi'i, 768-820), le hanbalisme (d'Ibn Hanbal, 781-856). Ces écoles s'acceptent les unes les autres, organisant ainsi un relatif pluralisme en matière de solutions juridiques (fatwa).

#### Wahhabisme et salafisme
Entre la fin du XVIIIe et le début du XIXe siècle, l'islam a vu l'apparition de nombreux réformateurs. L'un d'entre eux est Mohammed ben Abdelwahhab, fondateur du wahhabisme. Le wahhabisme, courant né dans le Najd, a pour but de "restaurer" l'islam selon une pureté originelle, à travers la vie des salafs. Le terme « Salafiyya » est appliqué à ces courant piétistes inspirés par cet idéal d'un retour au source. Le salafisme est un courant prenant ses racines dans le XVIIIe siècle et né véritablement au XIXe siècle, hors de l'Arabie saoudite. D'abord marqué par un modernisme, " la doctrine salafiste a mué vers un fondamentalisme puritain, se confondant avec le wahhabisme saoudien". Celle-ci est ouverte aux quatre écoles du sunnisme.

Pourtant marqué par la modernité, le wahhabisme s'est propagé dans le monde entier. Cette doctrine a été la doctrine officielle de l'état saoudien depuis le début du XXe siècle. L'Arabie saoudite, dans une récente inflexion, tente de se démarquer de celui-ci en invoquant un réformisme salafiste. Le « wahhabisme » dérive de l'école juridique sunnite hanbalite, et en particulier de la « pensée hanbalite d’Ibn Taymiya ». "Mais à la différence du hanbalisme, ce mouvement n’est pas seulement doctrinal ; il a une dimension politique et pratique". Plusieurs courants, issus du wahhabisme ont formulé des critiques contre celui-ci.
Une des estimations les plus détaillées de la population religieuse dans le golfe Persique est celle de Mehrdad Izady qui estime, « en utilisant des critères culturels et non confessionnels », à moins de cinq millions le nombre de salafistes ou wahhabites dans la (seule) région du golfe Persique (contre 28,5 millions de sunnites et 89 millions de chiites), ; dont environ 4 millions en Arabie saoudite (surtout dans la région centrale du Nejd) et le reste provenant majoritairement du Qatar et de l'émirat de Charjah. 46,87 % des Qataris ; 44,8 % des Émiratis ; 5,7 % des Bahreïnis ; et 2,17 % des Koweïtiens sont wahhabites. Ils représentent environ 0,5 % de la population musulmane dans le monde.
En 2016, un congrès a eu lieu à Grozny en Tchétchénie, rassemblant 200 personnalités sunnites de nombreux pays. Organisé par le gouvernement tchétchène et inauguré par le grand imam de l'Azhar, Ahmed al-Tayeb, il s'est réuni pour définir le sunnisme,. À l'issue de leurs travaux, ces dignitaires sunnites sont convenus que les gens du sunnisme sont les acharites et les maturidites, au niveau du credo, les hanafites, les malikites, les chaféites, et les hanbalites, au niveau du droit et les soufis de l'imam Junaid al-Baghdadi, au niveau de la gnose, des manières et de la purification [spirituelle],. Ce congrès exclut le wahhabisme. Néanmoins, la marginalité de certaines figures présentes et le rôle de la Russie semble que ce congrès avait davantage pour rôle "d’asseoir l’influence de Vladimir Poutine en Asie Centrale et au Moyen-Orient", au détriment de l'Arabie Saoudite. Il est controversé dans le monde arabe.

### Le chiisme

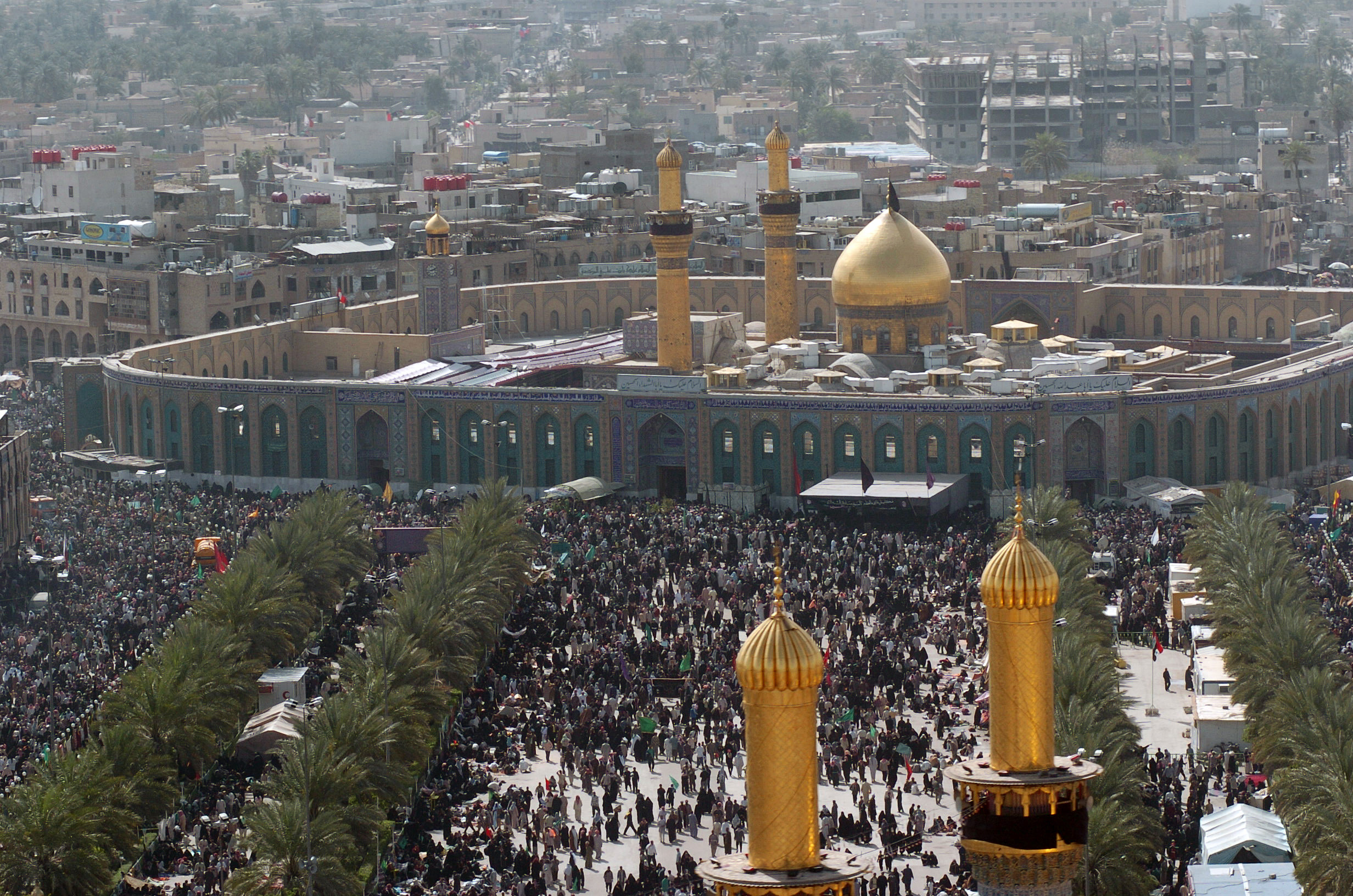
Mosquée de l'imam Husayn à Kerbala, en Irak. On distingue aussi deux longs minarets de la mosquée Al Abbas sur la photo.

La séparation du chiisme avec les autres courantes de l'islam date aussi des premiers temps de l'islam et de la question de la succession de Mahomet. Les chiites considèrent que le califat doit être réservé à Ali et à ses descendants, héritier désigné, selon eux, par Mahomet avant sa mort.
Le chiisme est divisé en différentes branches, dont les principales sont le chiisme duodécimain (branche la plus importante), le zaïdisme et l'ismaélisme. La lignée d'Ali est composée de douze imams. Les chiites duodécimains ou "imamites" sont ceux qui ont accepté ces douze imams. Les autres courants se sont formés à la suite d'un imam, non légitimé par le précédent (Zaydite au 5e, Ismaélien au 7e, Nousayri au 11e).
Pour certains auteurs musulmans des premiers siècles de l'islam, principalement alides, le Coran a été falsifié par le pouvoir des premiers califes. La croyance chiite dans un Coran complet  sauvegardé par Ali et rapporté à la fin des temps est majoritaire jusqu'au Xe siècle, date à laquelle les chiites ont « été contraints » d'adopter la version officielle sunnite pour des raisons aussi bien doctrinales, politiques (prise du pouvoir par des chiites) qu'historiques (« établissement définitif des dogmes et de l'orthodoxie islamiques » qui ne peuvent plus être remis en cause). La disparition des noms et donc du contexte des écrits coraniques rend celui-ci muet, silencieux et, pour le chiisme, seul l'imam peut le rendre parlant. Cette doctrine mène vers une approche plus secrète de la lecture coranique dans le chiisme.

#### Chiisme duodécimain
Les duodécimains sont « ceux qui croient en la venue de douze imams ». Ils représentent 80 % des chiites et sont majoritaires depuis le XVIe siècle. Les duodécimains sont nombreux en Iran, en Irak, au Liban.
Le douzième imam, Mohammed al-Kaym « al-Mahdi », un enfant, aurait été occulté. Imam caché, les chiites duodécimains croient qu'il reviendra à la fin des temps. L'imam caché a un rôle central dans ce courant. Il sera, pour ce chiisme celui qui révélera le sens caché de toutes les révélations prophétiques.
Les chiites croient que chaque grand prophète a été suivi par une succession de douze imams chargés de manifester le sens de la révélation. Ainsi, les douze imams auraient été chargé d'expliquer le sens caché de la loi littérale transmise par Mahomet. Ainsi, « la Révélation ne s’arrête pas à la Récitation du Verbe descendu sur Mohammed, elle continue à travers les imams chargés de manifester les innombrables significations de ce Verbe ». Les duodécimains n'ont pas attribué un rôle politique aux imams. « La seule chose clairement établie est que la souveraineté revient à l’« imam caché » et que tous les gouvernements séculiers sont illégitimes ».
Les pratiques et rituels du chiisme sont proches de ceux du sunnisme. Une grande importance est donnée par la sensibilité populaire à la souffrance des imams assassinés. Le chiisme se caractérise par des lieux saints, principalement des mausolées consacrés au grandes figures de ce courant.

#### Chiisme quintimain (ouzaïdisme)
Les quintimains sont « ceux qui croient en la venue de cinq imams ». Le zaïdisme (arabe : الزَّيْدِيَّةُ, az-Zaydiyya) est la plus ancienne branche de l'islam chiite qui s'est séparé du tronc devenu officiel des douze imams au début du VIIIe siècle. Elle est nommée d'après Zayd ibn Ali, le petit-fils d'Al-Hussein ibn Ali.
Les adeptes de l'école juridique sont appelés zaydites et représentent environ 35-40 % des musulmans au Yémen. En dehors de la question éminemment politique du califat, ils suivent un rite presque identique au rite hanafite pour la jurisprudence islamique et sont en général mutazilites pour la théologie.

#### Chiisme septimain (ouismaélien)
Les septimains sont « ceux qui croient en la venue sept imams ». Ce courant porte le nom d'ismaélisme (arabe : al-Ismā'īliyya, الْإِسْمَاعِيلِيَّة ; persan : اسماعیلیان ; sindhi : اسماعيلي ; kurde : Ismaili ; Esmā'iliyān). Les ismaélites tirent leur nom de leur acceptation d'Ismaïl ben Jafar comme le successeur spirituel désigné à l'imam Ja'far al-Sâdiq, ce en quoi ils diffèrent des duodécimains, qui acceptent Musa al-Kazim, frère cadet de Ismaïl, comme le vrai Imam. En effet, Ismaïl est mort avant Ja'far al-Sâdiq. Pour les ismaéliens, cela ne lui retire pas le droit à l'imamat, celui-ci étant un "imam caché". Ce courant s'est organisé au milieu du IXe siècle.
Pour ce courant, "un imam ou un grand personnage de l’histoire islamique [est] une émanation, une incarnation, une transfiguration de Dieu". Ce courant rejette l'attachement traditionnel à la lettre du Coran pour mettre en avant le sens caché et implicite transmis par les imams.
De l'ismaélisme dérivent d'autres courants comme les druzes, les nizarides ou les moustalides.

### Le kharidjisme

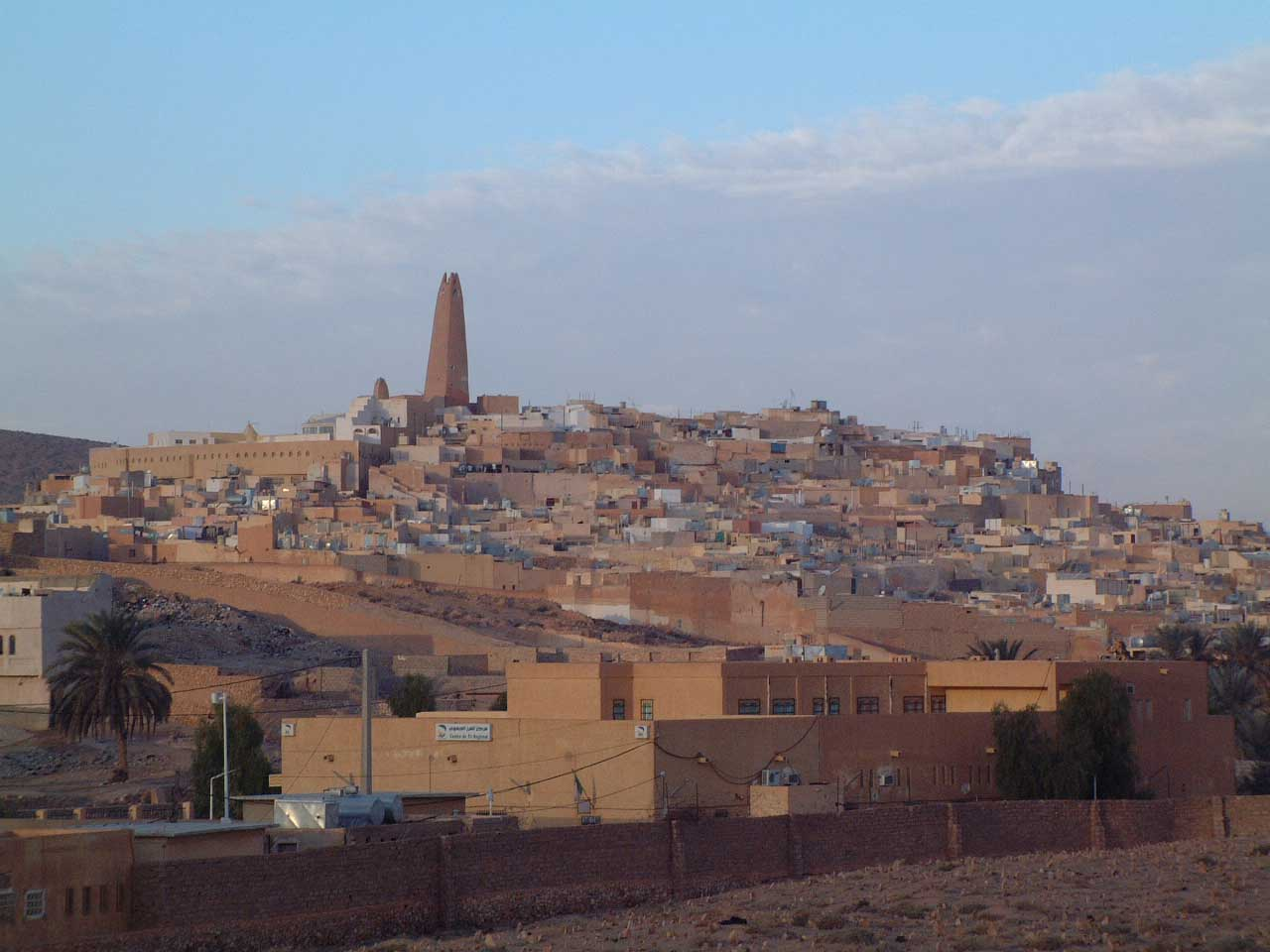
Ghardaïa, la vieille ville ibadite en Algérie.

Quelques mois après la bataille de Siffîn en 657, un arbitrage eut lieu entre Ali et Mu’âwiya à propos de la mort d'Uthman. Ali, reconnu coupable, dut faire face à une révolte de personnes refusant cet arbitrage humain. Ils reçurent, a posteriori, le nom de kharidjites ("révoltés") et se retirèrent dans la région d'al-Koufa. À partir de la mort du calife Yazîd (683), ce courant se divise en plusieurs branches, dont la principale est celle des ibadites. Après s’être soulevés contre les omeyyades, ils s'installèrent au Maghreb.
Selon D. Sourdel, « [j]amais codifiée, la doctrine des kharijites a cependant peu varié. Tandis qu'en politique ils désirent un califat électif, confié au plus digne, ils sont en théologie et en morale, rigoristes et littéralistes : condamnation du luxe, rejet d'une sourate regardée comme frivole (celle de Joseph), interprétation littérale du Coran (parole incréée de Dieu), nécessité d'une conscience pure avant la Prière, des œuvres avec la foi ».
Le kharidjisme est multiple dans ses formes (sufrites, ibadites…). De nos jours la seule tendance kharidjite qui ne s'est pas éteinte est l'ibadisme. Il se retrouve dans le sultanat d'Oman et dans quelques régions très localisées du Maghreb, au nord du Sahara algérien ou en Tunisie (île de Djerba).

### Le soufisme

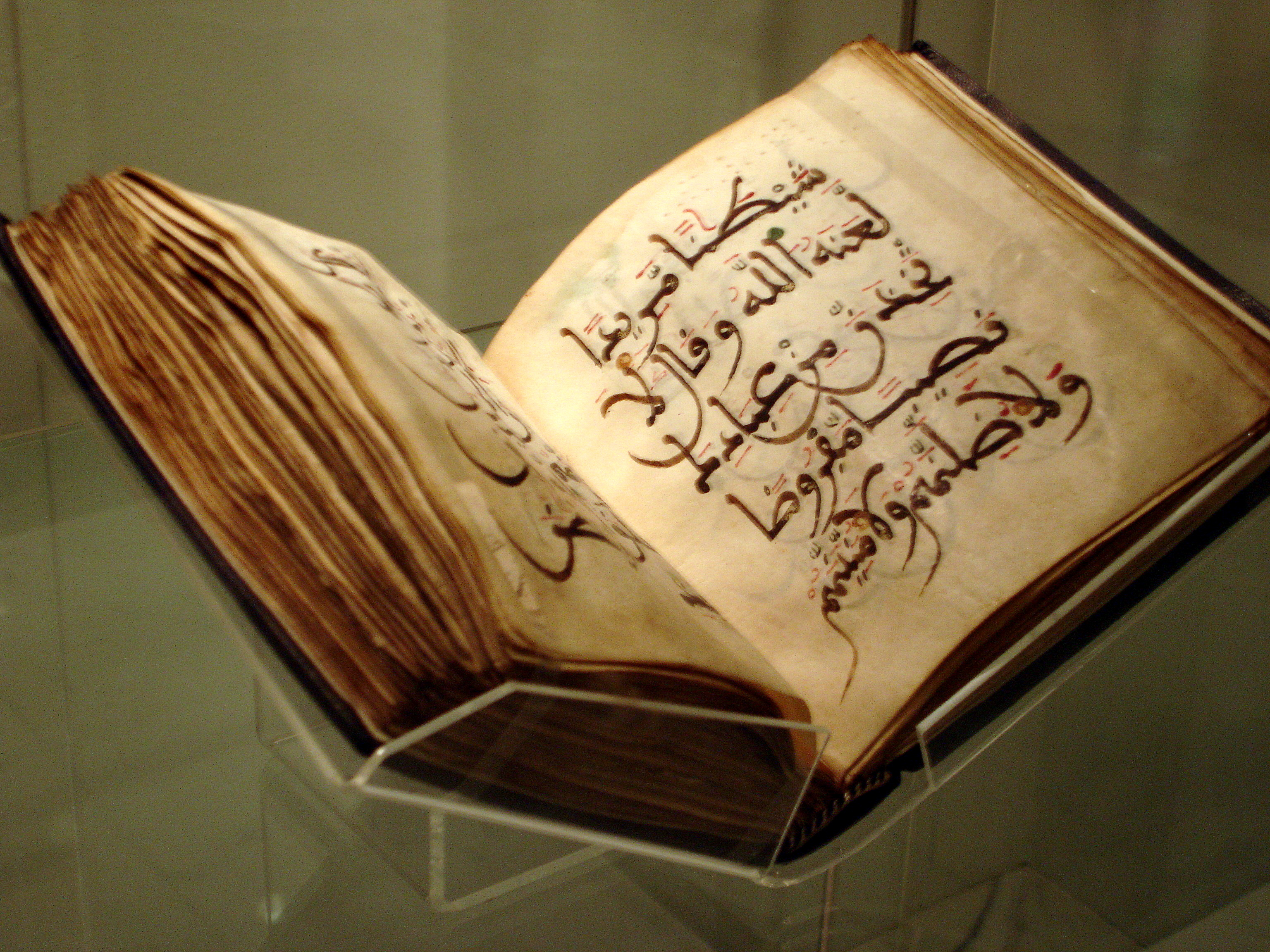
Les soufis croient que le Coran a deux niveaux de signification ; le zahir, sens externe ou apparent ; et le batin, sens interne ou caché.

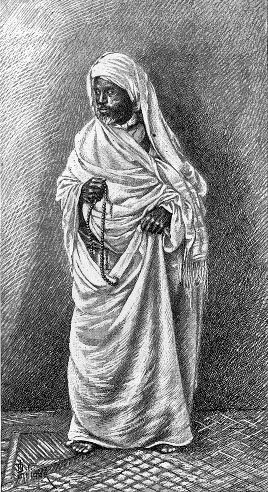
Un marabout et son chapelet.

Au-delà des différents courants, les musulmans ont élaboré des approches différentes du divin. Le soufisme est la voie mystique de l'islam, fondée sur "recherche de l’union la plus étroite avec le Divin, le plus souvent via l’ascèse, la prière et la méditation". Les soufis s'appuient sur des tendances coraniques de piété, "étrangères à la plupart des juristes"
Le terme « soufi » apparaît pour la première fois dans la seconde moitié du VIIIe siècle de l'hégire pour désigner des ascètes, des sages, des mystiques musulmans qui prient, jeûnent, portent des vêtements blancs rugueux (l'arabe sûf, signifie « bure », « laine »), car les premiers ascètes musulmans furent ainsi désignés à cause des vêtements de laine qu'il portaient ; ils peuvent porter le muruga, manteau fait de morceaux rapiécés symbolisant le fagr, c'est-à-dire l'illusion du monde. Le mot « soufisme » serait tiré de souf (ﺻُﻮفُ [ṣūf], « laine » qui donne صُوفِيّ [ṣūfīy], « laineux ») . Le soufi portait en effet un vêtement de laine blanche. La modestie et la pauvreté sont évoquées dans d'autres noms donnés à certains d'entre eux : derviche (persan : درويش [derwiš], « mendiant ») ou [faqīr] (en arabe : فَقِيرٌ, « pauvre »)[réf. nécessaire]. Les soufis se font connaître, quant à eux, comme Ahl al-soufa (أَهلُ ٱلصُّفَّةِ [ahl aṣ-ṣuffa], « les gens du banc » en référence à ceux qui vivaient dans la Mosquée du Prophète à Yathrib (Médine), et qui furent mentionnés dans le Coran comme « la compagnie de ceux qui invoquent leur Seigneur matin et soir désirant Sa face »[réf. nécessaire]
Le soufisme (en arabe : تَصَوُّفُ [taṣawwuf], « initiation ») est un mouvement spirituel basé sur la recherche de Dieu et la communion avec les autres. Pour atteindre le divin, le soufisme défend qu'il existe la voie large de la charia et la voie étroite de l'union à Dieu. Le soufi adopte donc des pratiques spécifiques supplémentaires, comme l'examen de conscience, l'ascèse… Deux pratiques caractérisent le soufisme, le Dikr (répétition ininterrompue du nom divin ; pratique codifiée au XIIe siècle) et le sama, « sorte de concert spirituel musical ou dansé ». Le soufisme met en avant l'importance du maître, guide spirituel porteur d'une bénédiction (baraka).
Les soufis considèrent généralement que suivre la loi (charia) ou la jurisprudence islamique (fiqh) n'est que le premier pas sur le chemin de la soumission parfaite. Ils se concentrent sur des aspects internes ou plus spirituels de l'islam, comme la perfectibilité de la foi ou la soumission de l'ego (nafs). Les soufis cherchent à atteindre le fana (extinction du « moi » devant Dieu l'Unique) selon trois degrés ou étapes :
- l'islam (proprement dit) ; la soumission à la charia ;
- l'imane (qui est un don de Dieu) ; la foi par la tariqa ;
- l'ihsane (qui est le but de la voie) ; l'excellence morale ou vertu dans la haqiqa[225].

Des groupes d'ascètes apparaissent en Irak dès le VIIIe siècle. Par ces positions la mystique heurtait l'enseignement traditionnel ; aussi ses adeptes furent-ils très tôt inquiétés comme coupables de zandaqa (à l'origine manichéisme, puis hérésie, impiété). Un des traits de cet islam est l'importance des confréries, formes qui s'organisent à partir du XIIe siècle.
La plupart des ordres soufis (tariqas) se rapprochent, soit du sunnisme, soit du chiisme. On les rencontre dans tout le monde islamique, du Sénégal jusqu'à l'Indonésie[réf. nécessaire].

### Le coranisme
Le coranisme est un mouvement islamique dont les adeptes voient le Coran comme seule source de foi et rejettent les hadiths comme source légale et théologique aux côtés du Coran. Cette interprétation particulière de la foi fait que certaines de leurs compréhensions coraniques diffèrent considérablement des doctrines orthodoxes.
Au sein de la Muʿtazila, une école de théologie musulmane qui a prospéré entre le neuvième et le onzième siècle, il y avait diverses positions critiques concernant les hadiths. L'un de leurs représentants, an-Nazzām, avait une attitude très sceptique envers les hadiths. Il a examiné les traditions contradictoires concernant leurs différents contenus pour défendre sa position.
En 1906, Muhammad Tawfīq Sidqī a publié un article critique dans le journal al-Manār par Rashīd Ridā avec le titre « L'Islam n'est que le Coran seul » (al-Islām huwa al-Qurnān wa -da-hū). Il y critiquait la Sunna et estimait que les musulmans concernant les différents contenus afin de défendre sa position devaient s'appuyer uniquement sur le Coran, puisque les actions du Prophète n'étaient destinées qu'à servir de modèle pour les premières générations de musulmans. L'article, qui était le résultat de discussions avec Rashīd Ridā au cours desquelles Sidqī a présenté ses idées sur la limitation temporelle de la Sunna, a rencontré une forte opposition de la part des savants musulmans de l'époque, et plusieurs d'entre eux l'ont réfuté.
Le coranisme a également pris une dimension politique au XXe siècle lorsque Mouammar al-Kadhafi a déclaré que le Coran était la constitution de la Libye. À travers des érudits égyptiens tels que Rashad Khalifa, le découvreur du code du Coran (Code 19), un code mathématique hypothétique du Coran, et Ahmad Subhy Mansour, érudit et militant islamique, qui a émigré aux États-Unis, les idées coraniques se sont également propagées à de nombreux autres pays de.

### Autres courants et diversité de l'islam
Un quatrième courant, qui s'est éteint au Moyen Âge, le mutazilisme, est une école théologique rationaliste, en conflit avec le sunnisme naissant ; il est apparu à la fin du califat omeyyade, au milieu du VIIIe siècle, et a été éradiqué au XIe siècle par le sunnisme, en particulier par les acharites (disciples d'Al-Ach'ari 873-935, lui-même un ex-mutazilite) qui sont parvenus à venir à bout de son rationalisme jugé abusif, car il voulait tout submerger. Cette école, dont des textes ont été redécouverts au XIXe siècle, connaît une petite résurgence depuis cette date chez certains intellectuels, notamment en raison de ses conséquences politiques et de ses liens avec la démocratie. Cependant, le mutazilisme a perdu tout crédit populaire à la suite de l'inquisition musulmane du calife Al-Ma’mūn pour imposer sa doctrine et ne récolta plus en retour que haines et persécutions.
Au-delà de l'appartenance à l'un des grands courants de l'islam, on ne peut éluder les pratiques (cultes de "saints", pratique d'intercession…) parfois dites "populaires" de l'islam. Elles sont souvent imprégnées de doctrines soufies et, en particulier, d’Ibn ‘Arabî (XIIIe siècle). L’existence de particularités populaires est attestée dans toutes les sociétés du monde musulman. Cet islam « vit sa religion avec son cœur, son imagination » et intègre des éléments locaux et folkloriques. « Les coutumes d'avant l'islamisation subsistent en Iran, en Afghanistan, en Indonésie aussi bien qu'en Afrique noire ou dans les multiples groupes berbères d'Afrique du Nord ». Cette dichotomie interroge l’islamologie.
Il faut également mentionner l'apparition, à la fin du XIXe siècle, de la question d'un islam réformé qui vise à un aggiornamento général. L'origine de celle-ci semble la rencontre avec l'Occident . "Cette réflexion sur la modernité se fera sous le mode non pas de la rupture mais du recours à la tradition non pas du progrès mais de la renaissance.". Le premier courant réformiste fut celui de la salafiyya. Ce mouvement a privilégié l'islam "savant" et "urbain", au détriment des pratiques dites "populaires". Néanmoins, cette islamisation de la modernité s'est accompagnée, avec l'entrée de l'islam dans des espaces démocratiques, d'une modernisation de l'islam, via une individualisation de la religion. Cet affaiblissement du groupe a mené à un besoin de réforme « soit [dans] un rapport sécularisé à l’islam qui tend à relativiser au maximum les injonctions de la tradition ou au contraire un fondamentalisme qui s’inscrit dans un respect exigeant de la tradition dans sa globalité ». Plusieurs penseurs comme Mohammed Arkoun ou Mohamed Abed Al-Jabri ont participé à ces débats. Les attentats de 2015 semblent avoir été un accélérateur en France dans les débats sur la réforme de l'islam. « Même s’ils ne sont pas toujours reconnus par de larges publics, les effets de compétition intellectuelle [que les penseurs] produisent à travers les idées qu’ils mettent en circulation changent aujourd’hui profondément le paysage intellectuel et idéologique musulman ».

## Création
Le Coran ne se présente pas, comme la Genèse, mais plutôt comme un enseignement ayant pour but d'avertir les hommes.

## Organisation

### Le califat

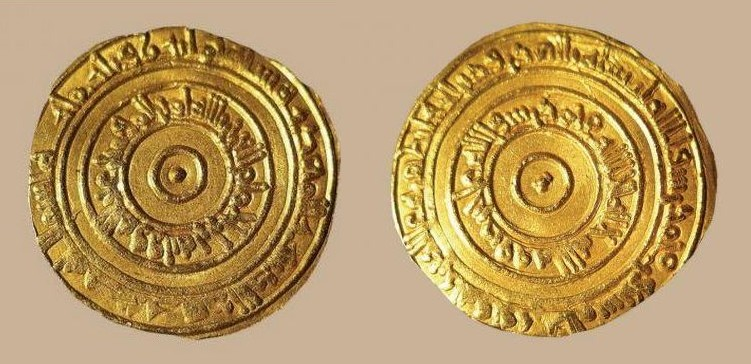
Dinar (en or estampé) du cinquième calife fatimide al-Aziz (r. 365-386 H / 975-996 J.-C.), frappée à Mahdia en 380 H / 990 AD. Conservé au musée archéologique d’Aqaba, Aqaba, Jordanie. Diamètre : 18 mm, poids : 4 g.

Les califes (arabe : خليفة signifiant « lieutenant », « successeur » ou « représentant ») désignent les successeurs de Mahomet. Le porteur du titre a pour rôle de sauvegarder la religion et de gérer le monde d’ici-bas: c'est le dirigeant temporel et spirituel de l'Oumma, la « matrie », les musulmans doivent lui obéir.
Le Coran fait la distinction entre les deux termes Imamat et Califat, le premier ayant une fonction de direction, le second signifiant le successeur (dans un sens non-obligatoirement politique). La pensée politico-religieuse musulmane ira vers une confusion des deux termes et l'usage du second pour désigner celui qui dirige la communauté. Les penseurs musulmans des premiers siècles ont construit la figure du calife, comme pouvoir et autorité. Ce statut conserve des traces des représentations moyen-orientales anciennes, du souverain comme intermédiaire entre le ciel et la terre. La pensée du calife s'est développée primitivement dans le monde chiite, et "la théorie sunnite n’a pas été précisée dans toute son ampleur avant le IVe siècle / Xe siècle". Elle se construit en réaction à ces autres théories,. Le droit du califat se caractérise par une quasi-inexistence de sources dans le Coran ou la Sunna.

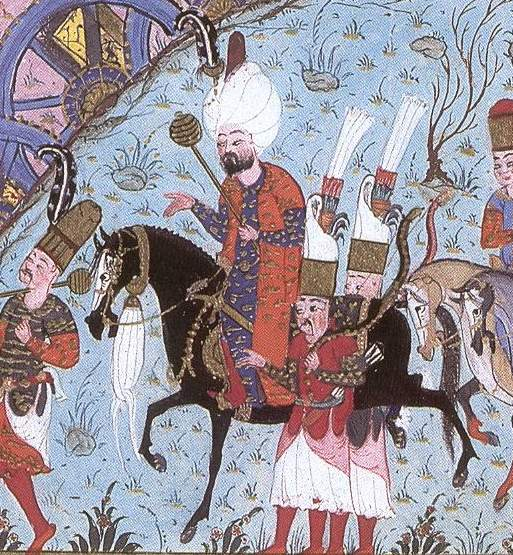
En 1517, le califat passe aux Ottomans.

Mahomet est mort sans désigner de successeur. À sa mort, une grande violence a éclaté entre les différents partis même si la tradition sunnite a cherché à l'atténuer. Elle chercha à présenter les faits de manière consensuelle, tandis que la recherche islamologique remet sérieusement en doute ce prétendu "consensus". Rapidement, Abu Bakr prit le dessus sur Ali, l'autre concurrent. Le titre khalifat rasul Allah, signifiant « successeur du messager de Dieu » est devenu le titre courant mais est absent des premiers graffiti trouvés. De même, si la tradition fait d'Omar ibn al-Khattâb le premier à porter ce titre, un graffito de 644-645 ne lui donne ni le titre de calife (khalîfa), ni celui de Commandeur des croyants. Sur les monnaies, ce dernier titre semble avoir été introduit par le calife Muʿāwiya et on la trouve, par exemple, sur une monnaie de 674.
Un différend politique entre sunnites et chiites conduit le califat à se diviser en deux visions très distinctes : l'une élective, l'autre héréditaire. Les premiers considèrent que le calife doit être élu pour ses qualités morales et islamiques, mais appartenir à la tribu de Quraych (tribu de Mahomet dont le monopole est récusé par les kharidjites). Les seconds considèrent que seul un membre de la tribu de Quraych et de la famille de ‘Alî peut prétendre à ce titre,. Les sunnites ne reconnaissent que les califes Abou Bakr As-Siddiq, Omar ibn al-Khattâb, Othmân ibn Affân, Ali ibn Abi Talib, Al-Hassan ibn Ali et Omar ibn Abd-al-Aziz comme « bien guidés » ou « bien inspirés » par Dieu. Selon les traditions musulmanes, la période préalable au califat Ommeyades est composée de la succession de plusieurs califes surnommé "rachidoune". Ce récit se lit comme un édifice narratif et pour el-Hibry comme une parabole. Selon Humphrey, ce récit datant du IXe – Xe siècle est construit selon un principe de pacte-trahison-rédemption. Le califat rachidoune est donc une construction abbasside permettant de rêver d'un âge d’or, bien que les recherches permettent d’attester qu’un fond historique existe. La notion de rachidoune, de califes « bien guidés », date elle-même du IXe siècle. Les premières listes califales, issues de textes syriaques de l’époque omeyyade, ne citent pas Ali comme calife, en cohérence avec la pensée omeyyade.
Après les quatre premiers califes (Abou Bakr, Omar, Uthman et Ali ibn Abi Talib), le titre a été revendiqué de manière controversée par les Omeyyades, les Abbassides et les Ottomans, ainsi que par d'autres lignées en Espagne, en Afrique du Nord et en Égypte. La plupart des dirigeants musulmans portaient simplement le titre de sultan ou émir, et allégeance à un calife qui avait souvent peu d'autorité. Le titre n'existe plus depuis que la république de Turquie a aboli le califat ottoman en 1924. Alors que le califat a été un sujet de discorde entre dirigeants musulmans, il a été peu évoqué depuis 1924. "L'idéal musulman aujourd'hui ne semble pas être celui de former de nouveau une communauté monolithique, fermée aux résonances extérieures, ayant à sa tête un chef spirituel et temporel qui jouerait le rôle de calife comme aux plus belles heures du califat".

### La charia
La charia (littéralement, « le chemin vers une source » ou « le chemin menant à l'abreuvoir ») est la loi islamique comprenant l'ensemble des obligations procédant du Coran et de la Sunna. Dans le Coran, il existe seulement trois occurrences de terme dérivés de la racine sh-r-'. Néanmoins, la prégnance des impératifs dans ce texte et la position de soumission qu'il impose à ses destinataires explique l'importance de cet aspects, tant pour les sunnites que pour les chiites. Le mot « charia » est employé à la même époque, en arabe, pour désigner la Torah, appelée alors la « charia de Moïse ». Il est également employé par les Arabes chrétiens pour désigner l'Évangile, appelée la « charia du Messie ».

#### Mise en place de la charia
Depuis la Constitution de Médine, la charia (de Mahomet) n'a cessé de s'amplifier. Selon Yadh ben Achour, il est inexact de penser que la charia est inerte et immuable. Elle évolue en fonction des changements de conjonctures diplomatiques et sociologiques. Y voir un système condamné à la pure stagnation est faux. Ben Achour cite ainsi de nombreux exemples d'adaptations de la charia dans une analyse rigoureusement scientifique. Elle embrasse tous les aspects de la vie individuelle et collective des musulmans. Si le Coran possède versets législatifs sur les actes cultuels, sur le droit familial…, il n'est pas exhaustif et est souvent peu clair. Deux théories musulmanes expliquent l'origine de la charia. La première est que la charia est constituée de choses profitables à l'homme, intelligibles par la Raison. La seconde fait de la charia une volonté divine, déniant toute rationalité à cette loi. Paraissant indéfendable de nos jours, cette seconde n'a presque plus de partisans. Néanmoins, elle correspond mieux au cadre de la théologie sunnite, la plus représentative jusqu'à nos jours.
« L'idée s'est progressivement imposée que l'empire de la sharia était absolu : tout acte humain, du plus anodin au plus lourd de conséquences, a une qualification sharaïque, et il appartient aux légiste de la communauté, les fuqahâ', de la découvrir ». Cette vision qui s'est imposée n'a pas toujours fait l'unanimité et certaines sphères pouvaient, pour certains penseurs, être hors du champ de la charia. « La représentation tellement répandue selon laquelle l'islam ne distingue jamais le sharaïque du politique ni, plus généralement, le religieux du profane n'est pertinente que pour un certain islam, historiquement assez tardif, devenu majoritaire de nos jours ».
Toutefois, depuis le XIe siècle, la pensée juridique islamique s'est cristallisée avec la fermeture des « portes de l'ijtihad » (c'est-à-dire « l’effort de réflexion ») par le calife abbasside Al-Qadir (craignant de voir son pouvoir menacé par des juristes indépendants) en vertu d'une ordonnance intitulée : Le Message sur le Destin (Risâla al-qâdiriya),. Eric Chaumont considère qu'il vaut mieux parler d'"étranglement de ses voies", l'itjihad n'étant pas un instrument de mise à jour des statuts sharaïques. Si cette fermeture, qui n’était en rien une prescription divine, fut toujours contestée par de nombreux oulémas tels qu’Ibn Hazm (994-1064) ou As-Suyuti (1445-1505), elle perdure, de fait, par paresse intellectuelle ou par impéritie. Selon des recherches conduites par le Réseau international de solidarité WMUML en 2011 sur les lois dites islamiques (dénommées à tort charia), il s'avère qu'en réalité, elles seraient basées sur la tradition et la coutume. Le terme charia est instrumentalisé par les autorités religieuses ou gouvernementales du pays afin de leur donner une soi-disant légitimité religieuse, mais avant tout pour établir, rétablir ou renforcer le patriarcat de la société.
Selon Alain Besançon, le musulman croit à la perfection de sa Loi. De son point de vue, elle est modérée et tient le juste milieu, c'est-à-dire le chemin raisonnable de la vertu. Elle lui apparaît comme plus adaptée à la nature humaine que la loi chrétienne (notamment en matière de sexualité) et comme marquant par rapport à la loi juive, dont elle reprend bien des articles (cf. code deutéronomique), un adoucissement considérable (notamment en matière alimentaire), l'interdiction du vin (à raison des troubles sociaux générés) étant l'un des rares points où elle se montre plus sévère.

#### Hiérarchie des normes
La charia est, chez les sunnites, codifiée dans le cadre des quatre écoles juridiques : (1°) hanafite, (2°) malikite, (3°) chaféite, (4°) hanbalite,. Ces écoles sont plus ou moins proches les unes des autres. Les hanafites possèdent cependant une approche à part de la charia. Dans le chiisme, les deux principales écoles ont longtemps été les akhbari, pour qui les traditions sont sources du fiqh, et les usûlî qui utilisent davantage le raisonnement. À l'époque moderne, ces approches se sont développées en intégrant les enseignement de la philosophie perso-islamique.
Elles ne s'accordent que sur la hiérarchie suivante :
- Le Coran est la source première de la jurisprudence islamique (fiqh)[262] ;
- La sunna est la deuxième source de droit[262]. Elle n'est pas un texte en soi comme le Coran, mais signifie l'ensemble des actes et des dires du prophète. Elle a été rassemblée et classée par les docteurs dans plusieurs œuvres. Deux ouvrages compilent les hadiths dits "authentiques" : le « Sahîh » d'Al-Boukharî qui est tenu, par les musulmans, pour le « livre le plus sûr après le Coran », et celui de Muslim. Mais les salafistes prennent aussi en considération de récents travaux d'authentification de hadiths de l'imam Al-Albani au XXe siècle.
- La troisième source est le consensus (’ijmâ') des oulémas de tous les pays, à une époque donnée, sur le fondement coranique du verset 115 de la sourate An-Nisa condamnant la dissidence d'avec Mahomet et celui de son hadith exhortant explicitement les musulmans à suivre le consensus communautaire[263],[264] ; Cette source qui est parfois utilisée jusqu'à affecter le Coran est considérée par les légistes comme le "plus forte des preuves". Néanmoins, aux fondements théoriques fragiles, elle a été contestée un temps[255].
- La quatrième source est l'analogie (qiyâs : قِيَاسٌ, littéralement « mesure ») qui permet de tirer le jugement d'une chose pour laquelle il n'y a pas de législation à partir du jugement sur une chose analogue[265].

#### La question du djihad
Le mot « djihad » (جِهَادٌ en arabe) signifie en arabe « abnégation », « effort », « résistance », « lutte » ou « combat ». Dans les langues européennes, il se traduit souvent par « guerre sainte ». Il désigne un devoir religieux pour les musulmans. Marie-Thérèse Urvoy a réalisé une analyse détaillée de l'usage du mot jihâd dans le Coran. Elle relève que 41 occurrences à la racine de ce mot s'y trouvent, dont 6 correspondant à des sens particuliers : serment solennels (5 fois) et trouver le nécessaire). Dans 16 cas, [l'occurrence] apparaît dans un sens vague et imprécis de « mener combat pour Dieu », avec une unique référence explicitement non violente. On peut admettre que parmi les mentions coraniques vagues, certaines évoquerait un "grand djihad" intérieur, « mais il est illégitime d'affirmer que le jihad coranique est uniquement spirituel ».
Le djihad a été théorisé au VIIIe siècle et a évolué tout au long de l'histoire. La notion de Djihad naît dans un climat de conflit armé, en partie du vivant de Mahomet mais probablement aussi au cours des conquêtes musulmanes. Elle s'accompagne de la division du monde entre un dār al-islām (territoire de l’islam) et dār al-ḥarb (territoire de la guerre). Les Omeyyades possèdent une place particulière dans l'essor de la notion de djihad. Le droit musulman définit le djihad et ses conditions. Il est principalement divisé en quatre ensembles, celui contre les infidèles, celui contre les apostats, celui contre les rebelles et celui contre les brigands. Pour les chiites (littéralement, les « partisans »), le djihad ne peut être décrété que par le Mahdi. Pour les kharidjites (littéralement, les « sortants » ou « dissidents »), le djihad serait le « sixième » pilier de l'islam.
Sous sa forme offensive, elle vise à étendre le domaine de l'islam. Cette approche a été utilisée, par exemple, lors de l'expansion de l'Empire ottoman. Elle est pensée comme une « obligation collective ». Sous sa forme défensive, il consiste pour les musulmans à défendre leur religion, leurs personnes, leurs biens, leurs frontières, au besoin jusqu'au sacrifice de leur vie. Il s'agit, pour chaque croyant, d'une « obligation individuelle », dont la prolifération incontrôlée marque le monde musulman depuis la dernière décennie du XXe siècle.
Une distinction a été faite, au IXe siècle, entre deux djihad-s, l'un externe, guerrier (dit le petit djihad) et l'autre interne, spirituel (dit le grand djihad). Pour Bonner, la seconde a longtemps été prédominante. Pour M.T. Urvoy, la fin des conquêtes islamiques (IXe siècle) a été à l'origine de spéculations sur un "Grand djihad", effort intérieur, qui n'a jamais supplanté l'aspect guerrier. Classiquement, on distingue quatre types de djihad : par le cœur, ou par la parole, ou par la plume, et par l'épée, ; les trois premiers constituant une obligation individuelle (fard ayn), le dernier constituant une obligation collective (fard kifaya).
Il ne faut pas non plus confondre le « djihad » avec le « djihadisme », ce terme désignant une doctrine islamiste encensant le djihad armé. Ce mouvement est très hétérogène mais est caractérisé par un "focus singulier" sur l'aspect violent du djihad. Ces mouvement ont utilisé les attentats et les attentats-suicides, pourtant expressément interdits par le Coran au titre du suicide. L'origine des attentats-suicides reste, à ce jour[Quand ?], incertaine. Selon Ehud Sprinzak, les attentats-suicides seraient à mettre en relation avec les assassinats perpétrés par la secte chiite des haschischins (littéralement, « mangeurs de haschich », afin de faire croire aux pressentis qu'ils sont d'ores et déjà au Paradis ; à l'origine du mot « assassin » en français) au XIe siècle. Au XVIIIe siècle, le suicide de l'« assassin », déjà associé au martyr, est utilisé par des communautés musulmanes de la côte de Malabar en Inde en lutte contre les Européens,. Selon Noah Feldman et Denis MacEoin, depuis 1983, l'attentat-suicide a « pénétré la conscience culturelle islamique » (dit Feldman) sous couvert de djihad « musulman » et subséquemment, de culte des martyrs (chahid), ce qui a permis sa banalisation malgré l'interdiction coranique du suicide, et autorisé par la suite des musulmans (sunnites ou chiites) à perpétrer des attentats-suicides,.

### Clergé
L'islam reconnaît divers niveaux de compétences religieuses et différentes fonctions parmi ses fidèles. Il est possible de citer :
- Le muezzin fait l'appel à la prière ;
- L'imam dirige la prière ;
- Le recteur de la mosquée dirige la mosquée ;
- Le cheikh est un chef de clan ou tribu ;
- Le mufti (arabe : مُفْتِي) est un jurisconsulte. Lorsque des musulmans sont divisés sur un sujet particulier, souvent face à des contradictions de fatwas, ils peuvent solliciter son arbitrage pour obtenir des éclaircissements sur l'interprétation de la charia ;
- Le faqih (arabe : فقيه) est un maître en droit musulman ;
- Le mouhaddith est un spécialiste du hadith ;
- Le cadi est un juge dans un tribunal islamique ;
- L'ouléma, 'âlim (arabe : عَالِمٌ), est un docteur de l'islam, un enseignant-chercheur en droit musulman.
- Le molla ou mollah (ayatollah ou hodjatoleslam) est un érudit musulman dans des pays dont le langage a une influence perse (arabe : mawlān, مَوْلًى, pl. mawâlin, مَوَالٍ aide ; défenseur ; seigneur). Il est la plus haute autorité pour les chiites.
- Jusqu'en 1055, le calife détenait le pouvoir temporel (politique et militaire) et spirituel (théologique et judiciaire).

En Europe et dans certains pays musulmans, la question des formations se pose. En France, "aucune université ni établissement scolaire reconnu ne propose à l'heure actuelle de former les candidats à la fonction religieuse." Actuellement, les imams sont formés soit dans l'institut des « Musulmans de France », soit à l'institut Al-Ghazali de la Grande Mosquée de Paris (GMP).

#### Dans le sunnisme

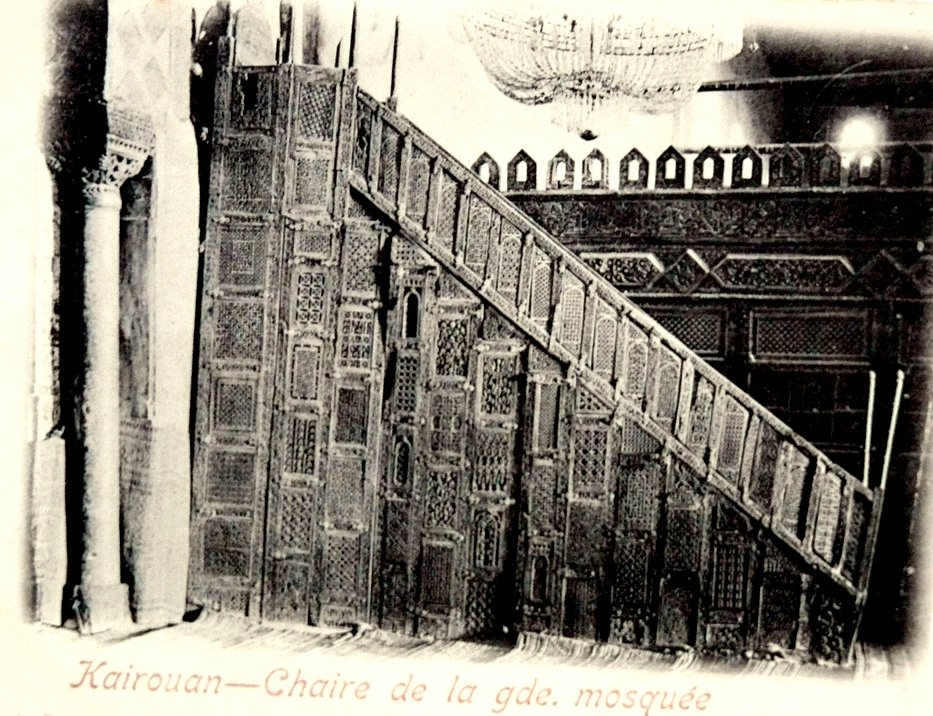
Carte postale de 1900 montrant le minbar (chaire utilisée par l'imam pour son prêche) de la grande mosquée de Kairouan. Cette chaire du IXe siècle, toujours en place dans la mosquée, est le plus ancien minbar encore intact du monde musulman.

Il n'existe pas « au moins dans l’islam sunnite, d’un véritable clergé comparable au clergé catholique » et pas de « véritable séparation entre clercs et laïcs dans l’islam sunnite ». Néanmoins, si « l’islam est une religion sans Église ni clergé. […] cela ne signifie pas qu’il soit pour autant une religion sans clercs ni institutions ».
"L’idée que l’islam serait une « religion de laïcs » relève d’une vulgate du dogme musulman selon laquelle l’autorité religieuse serait une capacité exclusivement divine". L'islam sunnite possède une structure institutionnelle, autour de la place centrale occupée par l'imam. Ils assurent la direction de la prière et parfois aussi la prédication. Selon la canon islamique, la prière à la mosquée doit être dirigé par un imam. Celui-ci a, dans la mosquée, un véritable rôle de chef d'orchestre et possède une autorité rituelle. L'imam est distingué du fidèle par sa position et par le fait qu'il soit "seul habilité à prononcer à haute et intelligible voix l’ensemble des paroles rituelles constitutives de la salat." Il a aussi autorité pour légitimer la validité d'une prière ou demander au fidèle de la refaire. En outre, ils ont parfois, en France, des fonctions, qui, en pays musulman, seraient attribué aux oulémas, au mufti ou au mourchid.
"Cette autorité passe néanmoins d’autant plus souvent inaperçue que le caractère basique des qualifications qu’elle requiert permet aux fidèles de continuer à se représenter ce rôle comme « universellement » accessible". Ce principe est particulièrement répandue dans les mosquées française, ce qui a permis de se singulariser du catholicisme.

#### Dans le chiisme
Le chiisme orthodoxe de la branche usuli (clergé des ayatollah) reconnaît (contrairement aux chiites akhbaris), a contrario, un clergé à plusieurs niveaux hiérarchiques. Chez les chiites, le titre d'imam désigne le chef spirituel et temporel de la communauté musulmane (calife pour les sunnites). Il est porté par les descendants d'Ali ibn Abi Talib (premier imam) et de Fatima Zahra (fille de Mahomet) jusqu'au douzième imam (Mahdi). Les imams sont considérés comme les dépositaires du sens secret de la révélation coranique et comme les seuls successeurs légitimes de Mahomet.

### Économie
Le prophète Mohammed est, bien avant Adam Smith, le tout premier homme à avoir mis en avant l'idée que les marchés et la formation des prix étaient régulés par une main invisible (bien qu'il n'emploie pas le terme "main invisible") : « Il n'y a personne d'autre qu'Allah qui rend les prix faibles ou élevés » ; certains estiment même que ces paroles sont les premières fondations historiques du laissez-faire.
La fiscalité dans l'islam se dit solidaire par le zakât : les fidèles qui en ont les moyens doivent redistribuer une partie de leurs richesses aux plus démunis ou à l'intérêt de la cité. Bien que le montant est réglé au cinquième des revenus du musulman et au tiers de son héritage, le montant effectivement versé n'est jamais explicitement communiqué car celui-ci doit faire l'objet d'un dialogue entre Dieu et le fidèle.
La finance islamique est une finance réadaptée afin de convenir à la charia : il est interdit d'être rémunéré au seul motif de l'écoulement du temps (c'est une version poussée de la critique de l'usure) ou au motif du hasard, la finance islamique ne peut pas non plus financer les activités illicites à la charia, et les profits tout comme les pertes doivent être partagés au sein de la communauté musulmane,.

## Fêtes musulmanes

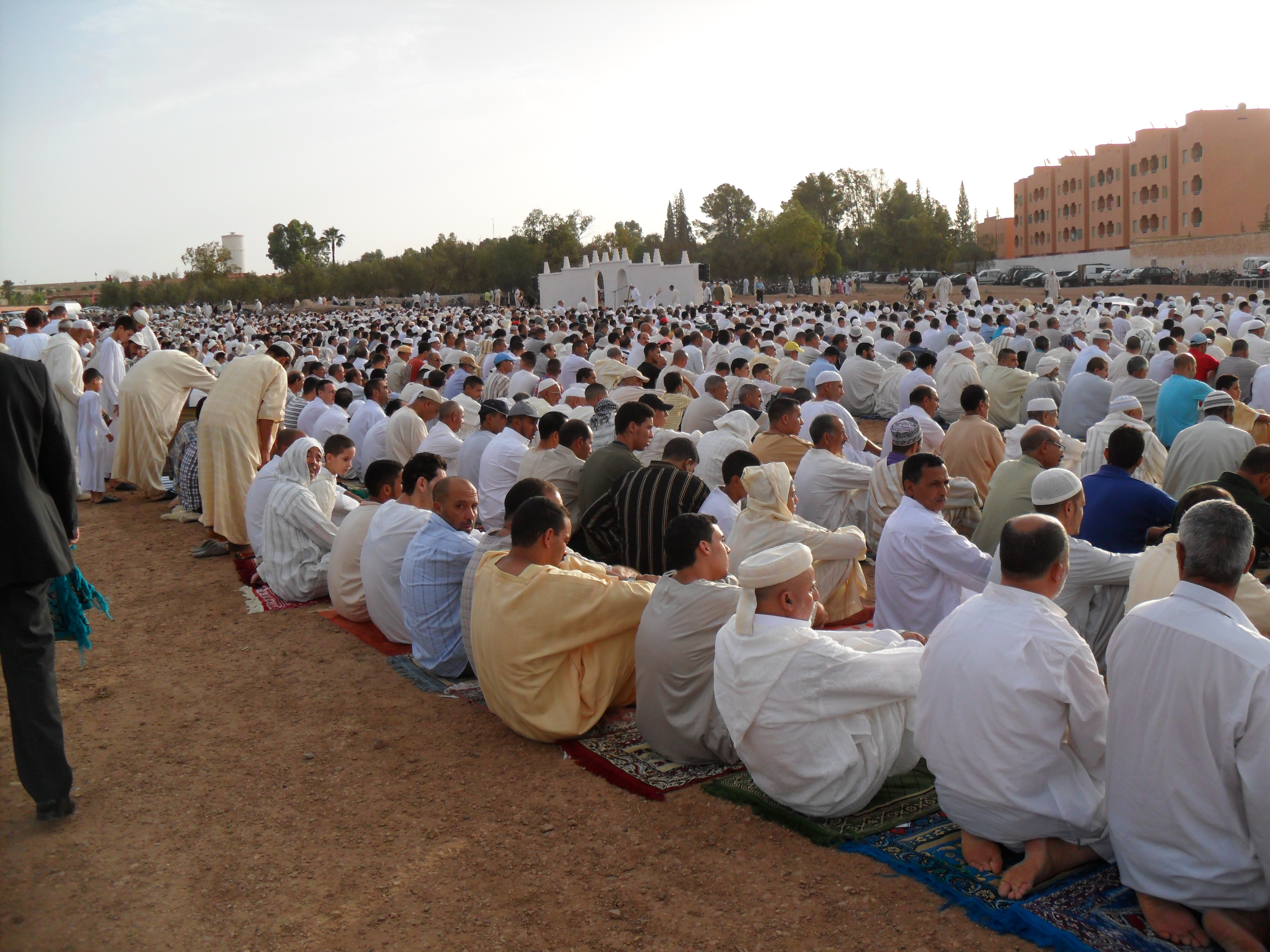
Célébration de l'Aïd el-Fitr au Maroc.

Le vendredi est, pour les musulmans, un jour consacré au culte, prenant place à la mosquée à midi. Ce jour n'inclut pas, comme le sabbat ou le dimanche chrétien, une dimension de repos. Cette prière du vendredi est évoquée dans le Coran.
Dans l'islam, deux fêtes sont particulièrement sacrées : l'Aïd al-Adha et l'Aïd el-Fitr.
- L'Aïd al-Adha, ou Aïd el-Kebir (« la grande fête »)[296] est célébré le dixième jour du dernier mois du calendrier islamique, en commémoration du sacrifice d'Abraham sur le Rocher de la Fondation, et coïncide avec le pèlerinage à La Mecque, le cinquième pilier de l'islam. Cette fête correspond à un ancien usage préislamique[297].
- L'Aïd el-Fitr « fête de la rupture du jeune » ou 'al-ʿīd al-ṣag̲h̲īr «la petite fête», qui tombe le premier du mois de Chawwal célèbre la fin du jeûne du mois de Ramadan[298].

Achoura : le jeûne de Achoura est un temps de jeûne facultatif, emprunté au judaïsme. Pour les chiites, c'est surtout la date anniversaire de la mort de l'imam Husayn, petit-fils de Mahomet.
Ramadan : Seul mois dont le nom figure dans le Coran,, ramadan est pour les musulmans le « mois saint par excellence » car il constitue le mois du jeûne (ou sCaoum) et contient Laylat al-Qadr (la nuit du Destin). En français comme en anglais, on emploie indifféremment le mot « ramadan » pour désigner le mois saint pour les musulmans et, par métonymie, le jeûne ou saoum. Laylat al-Qadr (Nuit du Destin), considérée comme la nuit la plus sainte de l'année, est une commémoration observée au cours de l'un des dix derniers jours impairs du mois. C'est au cours de cette nuit que le Coran aurait été révélé au prophète Mahomet par l'archange Gabriel.
Mawlid (Aïd Mawlid-ennabaoui) : Cette fête qui célèbre la naissance de Mahomet est généralement célébrée le 12 rabi-el-aouel dans les pays musulmans. Elle est aussi appelée maouloud, mouloud, mouled ou mevlid selon les pays.

## Culture islamique

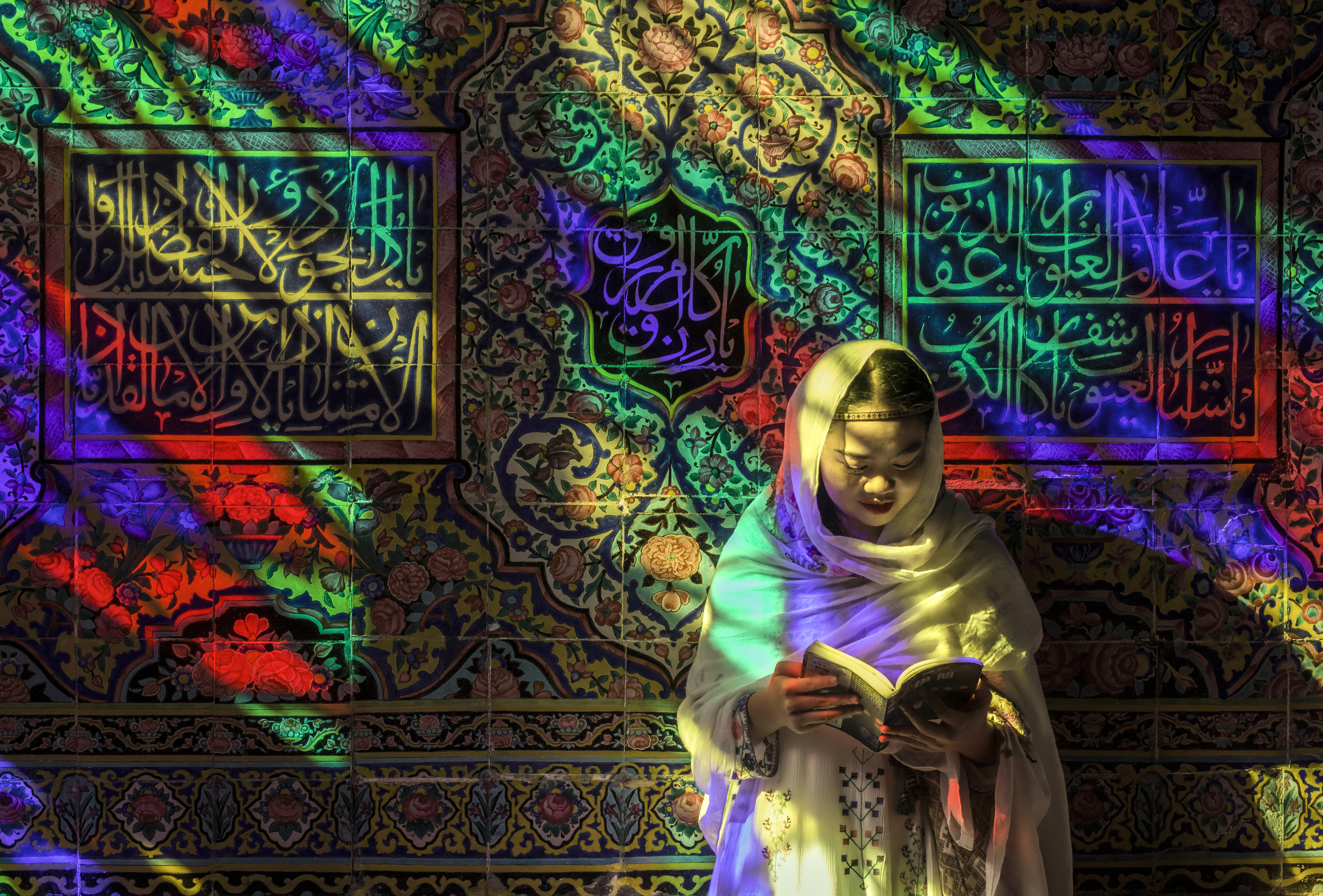
Musulmane lisant un livre dans la mosquée Nassir-ol-Molk en Iran. Octobre 2017.

### Ablations traditionnelles

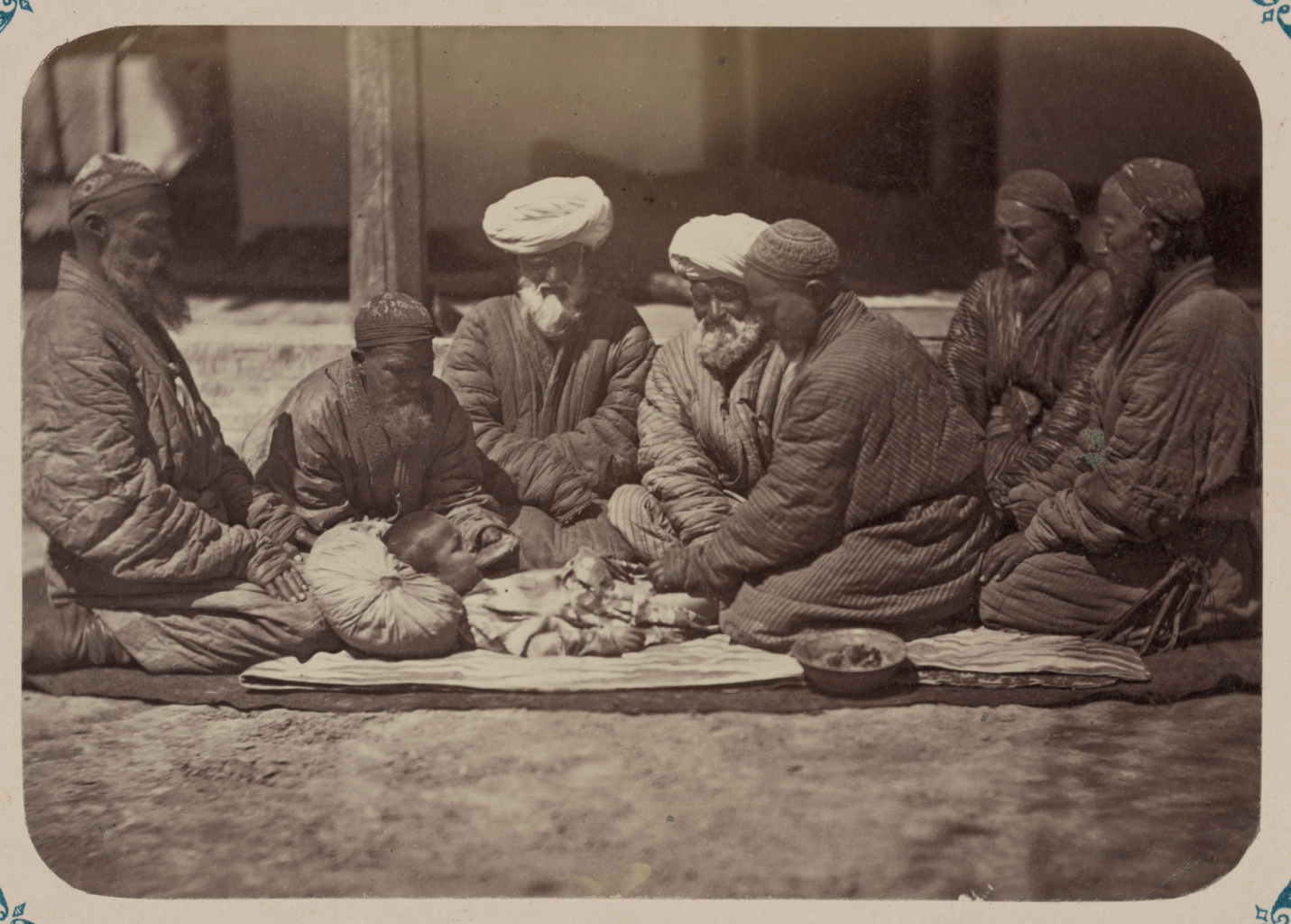
Photographie représentant une circoncision, Turkestan, XIXe siècle.

Pour les musulmans, la nature primitive (fitra) fixe aux hommes musulmans, outre la coupe des cheveux, cinq ablations traditionnelles :
- la circoncision masculine
- l'épilation des poils du pubis et des aisselles
- le coupage des ongles
- la taille de la moustache
- la taille de la barbe : elle ne doit pas dépasser la largeur d'une main, à partir du menton, c'est-à-dire à hauteur de la base du cou (tôlia)[8].

La circoncision est une pratique largement répandue dans le monde musulman. Elle se pratique, selon les régions, entre le septième jour et la quinzième année. Pourtant, cette ablation n'a de fondement normatif, ni dans le Coran, ni dans les hadiths. Son origine, dans le monde musulman, est liée à la présence importante de cette pratique en Arabie préislamique. Selon les hadiths, c'est un usage qui serait resté courant dans les premières communautés musulmanes. Ce rite de passage et de reconnaissance de la petite fille dans sa société perdure en dehors de l'islam chez les coptes, les chrétiennes d’Égypte.
Selon le droit musulman, la circoncision est un acte sunna, recommandé, mais obligatoire (pour les deux sexes) dans l'école shafi'ite. Un argument avancé est la circoncision d'Abraham. Néanmoins, pour les musulmans, elle est perçue majoritairement comme "une obligation rigoureuse, au même titre, par exemple, que les piliers de l'islam". Elle a acquis dans l'islam une fonction de rite de passage. C'est donc un acte plus culturel que cultuel.
L'excision du clitoris n'est pas davantage une pratique prescrite par le Coran. Les écoles juridiques la recommandent en se fondant sur des hadiths qui ne la prescrivent pas explicitement. Comme pour la circoncision, le fiqh semble avoir entériné une pratique préislamique,. Selon les sociologues congolais, Régine Tchicaya-Oboa, Abel Kouvouama et Jean-Pierre Missie, l'excision fait débat entre les commentateurs « sunnites » qui la défendent soit comme recommandation, soit comme obligation, soit « sous la pression de l'État » comme un acte interdit,,,,.
Selon le sociologue ivoirien Marcel Kouassi, « certains adeptes d'un islam traditionaliste » s'appuient sur plusieurs hadiths qu'ils considèrent comme « authentiques » pour défendre cette « tradition ». Le grand imam de l'Azhar au Caire, l'une des plus grandes références du monde sunnite, a fermement condamné l'excision au motif que les textes qui la recommandent sont totalement trafiqués par les salafistes pour habiller juridiquement ce qu'il considère comme un syncrétisme.

### Tabous alimentaires
La loi islamique fournit un ensemble de règles prescrivant ce que les musulmans doivent manger. Ces règles spécifient ce qui est halal (halāl), c'est-à-dire légal. Ces règles se trouvent dans le Coran, qui décrit aussi ce qui est haram (harām), c'est-à-dire illégal. Le Coran insiste sur cet aspect normatif, de la différence entre le licite et l'illicite. Ainsi, certains versets prescrivent des interdits et d'autres abrogent les interdits juifs et arabes préislamiques. Le Coran se présente comme moins contraignant que les interdits alimentaires juifs, qui sont, selon lui, des punitions divines. Néanmoins, les lois alimentaires musulmanes sont moins le fait du Coran que de la Sunna.
Un des premiers interdits coraniques liés à la nourriture concerne les excès. Au-delà, d'autres interdits définissent les aliments — principalement d'origine animale — et les boissons autorisés dans le cadre de la charia. Les critères utilisés précisent à la fois quels sont les aliments autorisés et la manière dont ils doivent être préparés. Ces interdits sont considérés comme une voie de Salut. Ces interdits sont levés en cas de contrainte de la faim, sans intention de pécher.
Selon Florence Bergeaud-Blackler, « en Europe occidentale, jusqu'aux années 1980, la plupart des autorités musulmanes considéraient les nourritures des gens du Livre (juifs, chrétiens, musulmans) comme halal, à l'exception du porc ». Cette absence d'objection est confirmée dans une fatwa de Mohamed Abduh et s’appuie sur le texte coranique (la sourate 5 et notamment son cinquième verset). Jusque dans les années 1980, hormis quelques juristes d'écoles rigoristes et des groupes islamistes originaires du sous-continent indien, les autorités religieuses, y compris les plus radicales « considéraient que les musulmans pouvaient consommer la nourriture des pays de tradition chrétienne et juive ».
Florence Bergeaud-Blackler, rappelle que le "marché halal" est un marché mondialisé industriel né dans les années 1980 d'une rencontre entre deux courants : l'idéologie libérale du libre-échange dans un marché mondial sans frontières et le fondamentalisme islamique porté par deux tendances : les Frères musulmans et les salafistes. Cette évolution permettait aux courants fondamentalistes d'« ériger des frontières symboliques entre les musulmans et les non-musulmans ».
La Ḏabīḥah (ذَبِيْحَة) est la méthode prescrite par la loi islamique concernant l'abattage de tous les animaux à l'exception des animaux marins. Il doit être réalisé en invoquant le nom d'Allah, en disant : « Bismillah Allahi al-Rahman al-Rahim » (Au nom de Dieu le très miséricordieux le tout miséricordieux). Le sacrificateur doit appartenir à la catégorie des "gens du Livre". Mais les savants musulmans restent en désaccord sur la licéité de la viande cacher et la conception souple du halal a tendance à être marginalisée.

### Calendrier islamique

Les phases de la lune forment la base du calendrier islamique.

L'islam possède un calendrier propre. On indique qu’une date est donnée dans ce calendrier en ajoutant la mention calendrier musulman, calendrier hégirien, ère musulmane ou ère de l’Hégire ; ou en abrégé, (H) ou (AH) (du latin anno Hegiræ). Ce calendrier a été mis en place par le calife Umar, qui a fixé son point de départ au premier jour du premier mois de l'année de l'Hégire, le 16 juillet 622. Il introduit alors une ère de l'Hégire.
Le Coran précise que le calendrier doit être lunaire, dans la continuité de pratiques présentes dans certaines parties de l'Arabie préislamique. Elle est composée de 12 mois, dont quatre sont considérés comme sacrés. Le Coran évoque l'interdiction d'une pratique qui semble celle du mois intercalaire. Le calendrier musulman se décale donc d'environ par an par rapport au calendrier solaire. Le terme "yawn" (jour) apparaît environ 460 fois dans le Coran.
Il existe un conflit méthodologique quant à la fixation de la date de début du ramadan. Contre la méthode oculaire (qui ne requiert aucun clergé), la société secrète des frères musulmans milite régulièrement pour la méthode dite scientifique, c'est-à-dire celle des calculs astronomiques, sur la base d'une réinterprétation d'un verset du Coran. Cependant, le début du ramadan n'a jamais été fixé autrement que par l'observation du premier croissant de lune dans le ciel, à l'époque de Mahomet, de ses compagnons, et des musulmans sunnites des premiers siècles suivant la Sunna, et aucune information fiable ne permet d'établir d'autre méthode.

### Musique islamique

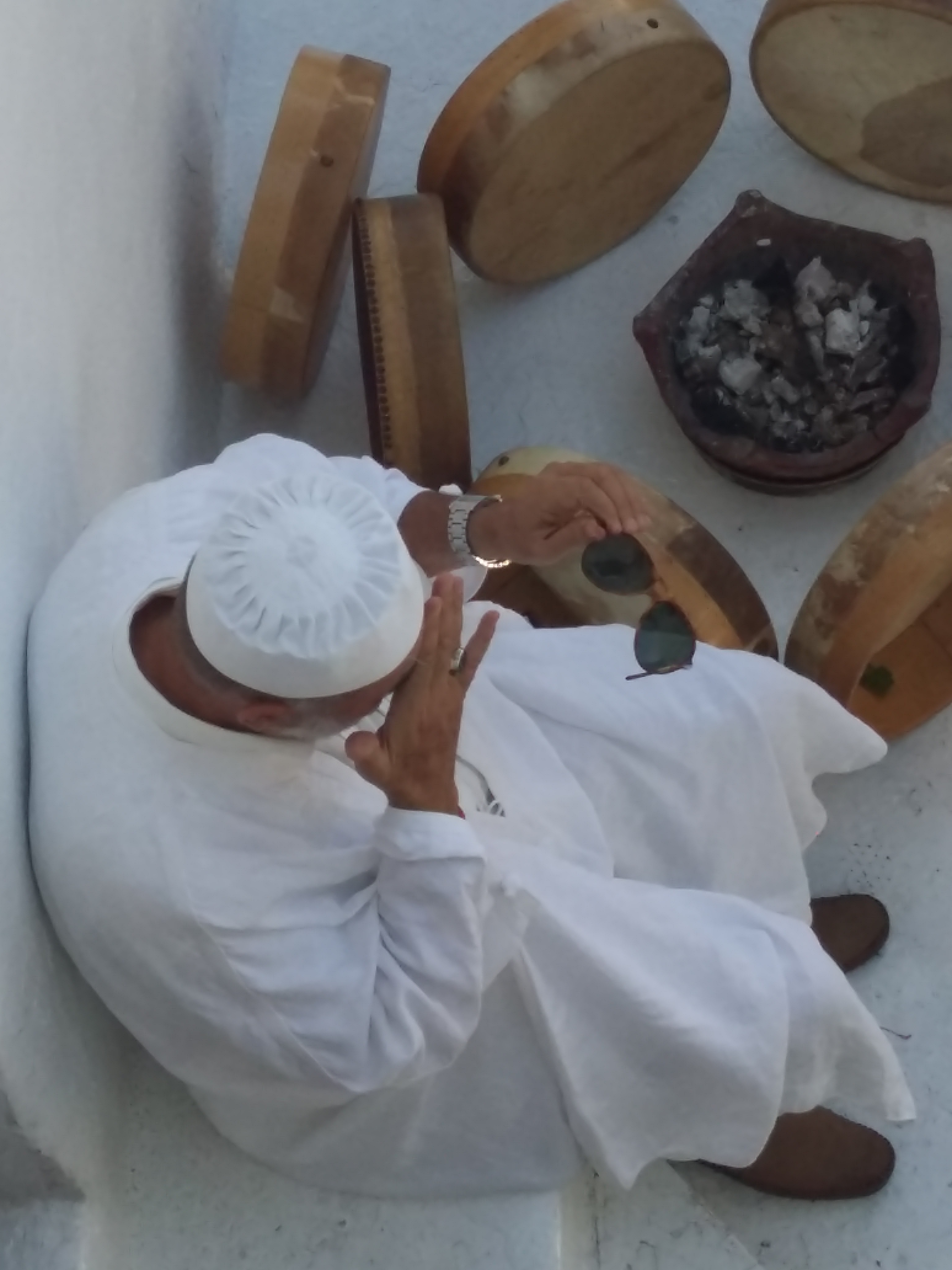
Chauffage de bendirs (tambours sur cadre), Sidi Bou Said, Tunisie.

L'islam sunnite entretient une relation assez complexe avec la musique. Si la musique comme fait religieux est attestée dans la religion musulmane, certains auteurs soulèvent la difficulté de conceptualiser une « musique sacrée. » Dès ses origines et la vie de Mahomet, certaines contradictions semblent exister et plusieurs courants de pensée -de l'interdiction de la musique à son autorisation- s'opposent.Les musulmans défendant cette vision s’appuient aussi bien sur le texte du Qorʾān que sur les hadîths. Pourtant, le terme musique n'est pas utilisé explicitement dans le Coran et cette interprétation s'appuie sur ce qui est perçu comme une allusion. Cet argumentaire s'est construit au fur et à mesure de l'islam et suscite toujours le débat.
Dans les textes présentant la vie de Mahomet, en raison de certaines contradictions et/ou divergences d'interprétations, différents courants de pensée allant de l'interdiction de la musique à son autorisation s'opposent. Bien que l'illicéité de la musique fasse consensus au sein du sunnisme, une emphase particulière sur son interdiction existe chez ses courants fondamentalistes : salafiste, wahhabite, etc.. Pour ce courant, la musique peut manipuler l'esprit et empêcher la méditation du Coran.
La musique dans le monde sunnite est donc frappée d'interdits musicaux qui touchent aussi bien la musique religieuse que la musique profane. Ces prescriptions interdisent tout particulièrement, la musique instrumentale qui pourrait être considérée par l'Islam comme un art antireligieux. Pour cette raison et à la différence du soufisme, les instruments ne sont pas utilisés dans le cadre de la musique religieuse sunnite.
Dans le cadre du sunnisme, la majorité des musulmans exclut de cette interdiction certaines musiques religieuses en raison de la place première du texte dans celle-ci. Ainsi, selon l’imam égyptien Mohamed Hassan, « le chant est une parole tant qu’il n’est pas accompagné d’instruments de divertissement et de musique. » Pour eux, ces musiques ne sont pas de la musique au sens occidental du terme mais un mode d'énonciation du mot.

### Représentations en peinture et sculpture
Les sunnites ne sacralisent pas d'icônes. Selon plusieurs hadîths de Mahomet, la malédiction de Dieu s'abat sur toute personne produisant (par le dessin, la sculpture…) un être doté d'âme y compris les animaux, car cela est considéré par eux comme allant contre l'esprit du monothéisme. Un certain aniconisme voire un iconoclasme plus ou moins strict existe donc dans l'islam. Ainsi, les musulmans se servent plutôt de versets du Coran calligraphiés comme dans le palais de l'Alhambra, des formes géométriques (arabesques) ou de représentation de la Kaaba pour décorer les mosquées, les maisons et les lieux publics[réf. nécessaire].
En revanche, les chiites n'éprouvent pas de gêne à la reproduction de visages humains, comme ceux de personnalités cultes telles Ali et Hussein. En effet, contrairement aux Arabes, les Perses, à l'époque médiévale, disposaient déjà d'une longue tradition artistique (en matière de peinture et de sculpture) qui a perduré même après l'arabisation et l'islamisation de la Perse.

### Symboles

Le croissant et l'étoile verts, symboles graphiques et emblématiques de l'islam.

On associe souvent le symbole du croissant et de l'étoile à l'islam, bien qu'il lui soit antérieur. Selon Whitney Smith, le croissant est déjà utilisé sur les emblèmes, artefacts religieux et bâtiments de la Carthage punique. On retrouve aussi le symbole du croissant dans l'Empire byzantin. Il est ainsi attesté sur des monnaies byzantines à partir du IVe siècle. Il pourrait avoir une origine sassanide. L'origine du symbole est donc obscure. À la chute de l'empire byzantin, le symbole aurait pu avoir été conservé sur des drapeaux turcs,. S'il est utilisé avant par des musulmans, il s'est répandu comme symbole de l'islam qu'au XIV-XVe siècle.
Un des symboles islamiques est la couleur verte. Le vert est la couleur de la verdure et du paradis. Cette couleur est présente dans les descriptions coraniques. Le paradis a été décrit comme verdoyant, où des sources d'eau couleraient en abondance, où les fidèles porteront des habits de soie verts. La légende d'al-Khidr (celui qui est vert), témoigne de l'importance de cette couleur pour ce peuple,,,. Elle aurait été la couleur préférée de Mahomet et deviendra la bannière des chiites. Cette couleur deviendra, par la suite, mais dans des circonstances et à une date "assez floue", le symbole de l'islam. Selon Michel Pastoureau, elle prend une valeur sacrée vers le XIIe siècle. Après la chute des Fatimides, elle perd sa dimension politique familiale pour devenir une couleur religieuse fédératrice. Cette mise en avant pourrait s'expliquer dans le contexte des croisades et pourrait même être liée à une promotion du vert par les croisés eux-mêmes,.

## Lieux saints et lieux de culte

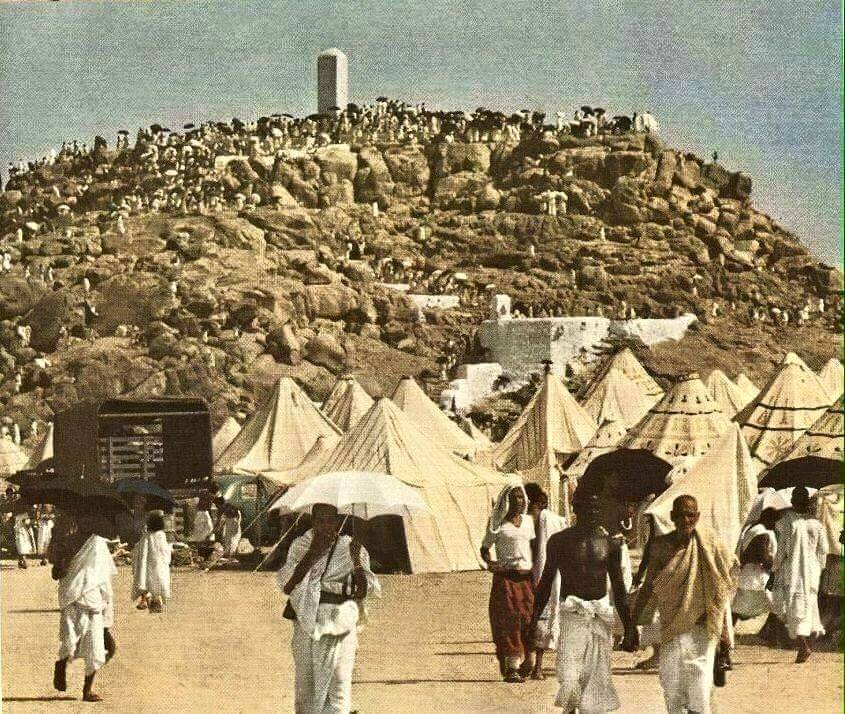
Le mont Arafat, situé à La Mecque en Arabie saoudite, est le point d'orgue du pèlerinage. Les musulmans du monde entier affluent à cet endroit pour y être absous par Dieu.

### Les lieux saints
La Mecque (Makkah) en Arabie saoudite, abrite la Kaaba (« le Cube »). Selon la tradition, il est le premier lieu de culte, bâti par Adam (Adam) sur Terre, puis reconstruit par Ibrahim (Abraham). L'histoire préislamique de la Kaaba est mal connue même si quelques récits et textes semblent attester néanmoins d'une existence d'un lieu de culte. Tout musulman se doit d'y faire un pèlerinage au moins une fois dans sa vie s'il en a la capacité physique et financière ;
Médine (Madīnatu an-Nabî), où immigra Mahomet après s'être enfui de La Mecque, est la deuxième ville sainte de l'islam. Selon ses propres paroles, « pour qui me visite après ma mort, c'est comme s'il m'avait visité de son vivant ».
La ville de Jérusalem (al-Qods) est informellement acceptée par les musulmans comme étant « le troisième lieu saint ». Cependant elle est reconnue comme d'une importance moindre, et certains courants islamiques identifient d'autres lieux saints plus importants. C'est l'endroit vers lequel le prophète Mahomet aurait effectué le voyage nocturne et l'ascension (Isra et Miraj). Pour autant, ce statut de sainteté de la ville de Jérusalem connaît une mise en place longue puis connut des hauts et des bas.. Il se développe principalement à partir de 1144, dans le cadre de la lutte contre les francs.
Les chiites reconnaissent deux autres lieux saints : Nadjaf, en Irak, et Kerbala, lieu du martyre d'Hussein, petit-fils du prophète Mahomet et fils d'Ali, troisième imam, ainsi que ses compagnons, venus à Kerbala pour défendre l'imamat.
Par piété filiale, les sunnites reconnaissent l'importance d'Hébron, lieu du tombeau d'Abraham, père d'Ismaël. Enfin selon l'UNESCO, la ville d'Harar en Éthiopie, est la quatrième ville sainte de l'islam,,.

### La mosquée

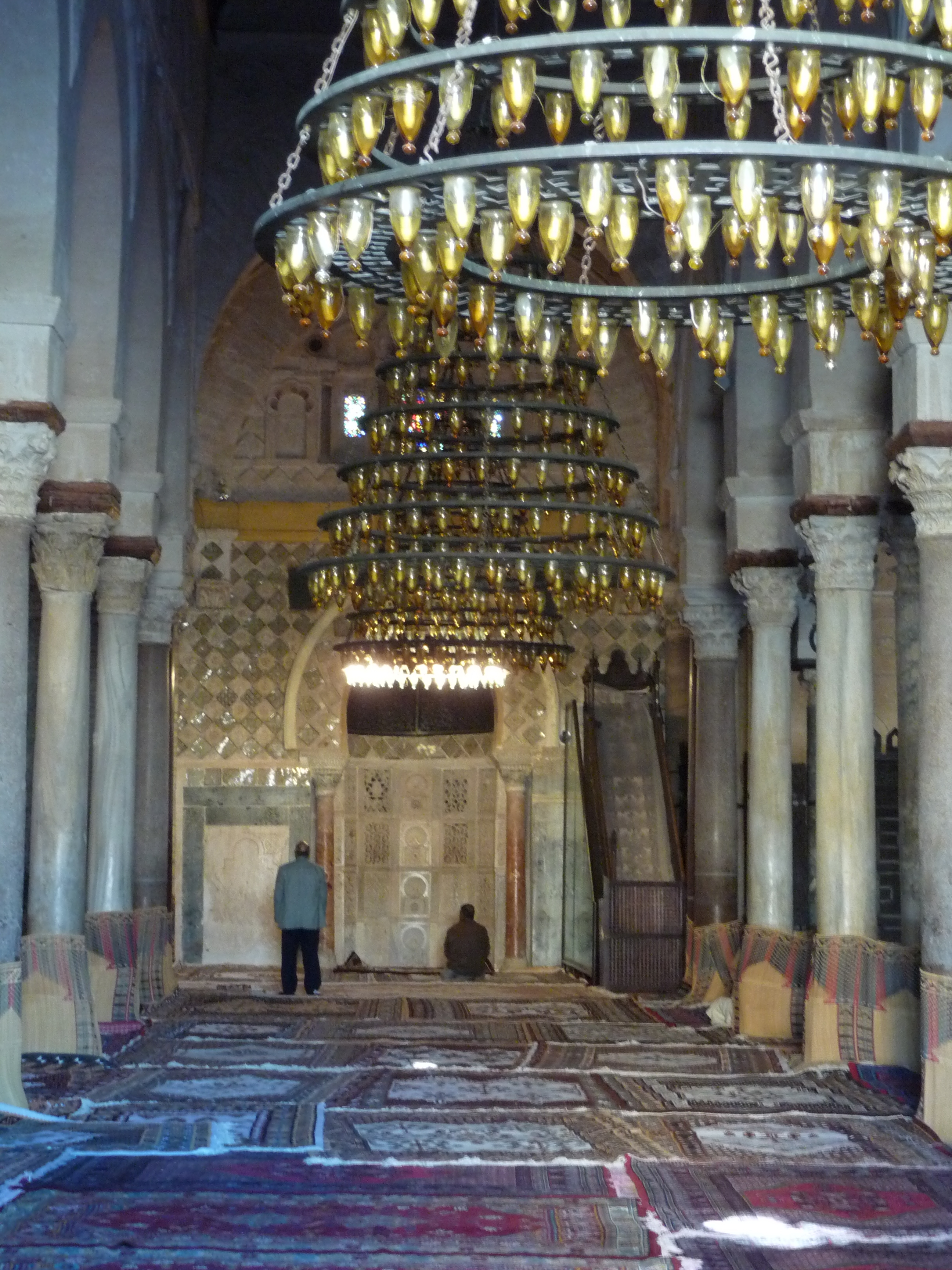
Vue de la nef centrale de la salle de prière de la grande mosquée de Kairouan (en Tunisie) ; au fond deux fidèles font la prière face au mihrab (niche indiquant la qibla).

La mosquée (masjid, "lieu de prosternation") est un espace spécifique réservé à la prière des musulmans" Il n'y a que peu d'éléments coraniques la concernant. La mise en place de la mosquée date, en effet, principalement de la période d'expansion de l'islam à partir du VIIe siècle. Le terme est principalement utilisé dans le Coran pour désigner la Kaaba.
Simples à l'origine, elles acquièrent une dimension monumentale à l'époque omeyyade. Son organisation et ses éléments se mettent en place lentement (mihrab au VIIIe siècle par exemple) et la seule véritable obligation est alors la présence d'une qibla.
À la mosquée, hommes et femmes sont séparés pour la prière. Cette séparation est liée au principe que la mosquée doit rester "pure". Néanmoins, cette séparation est avant tout temporelle puisque les lieux peuvent, en dehors de la prière, être occupés par les deux sexes.

## Rapport aux autres religions

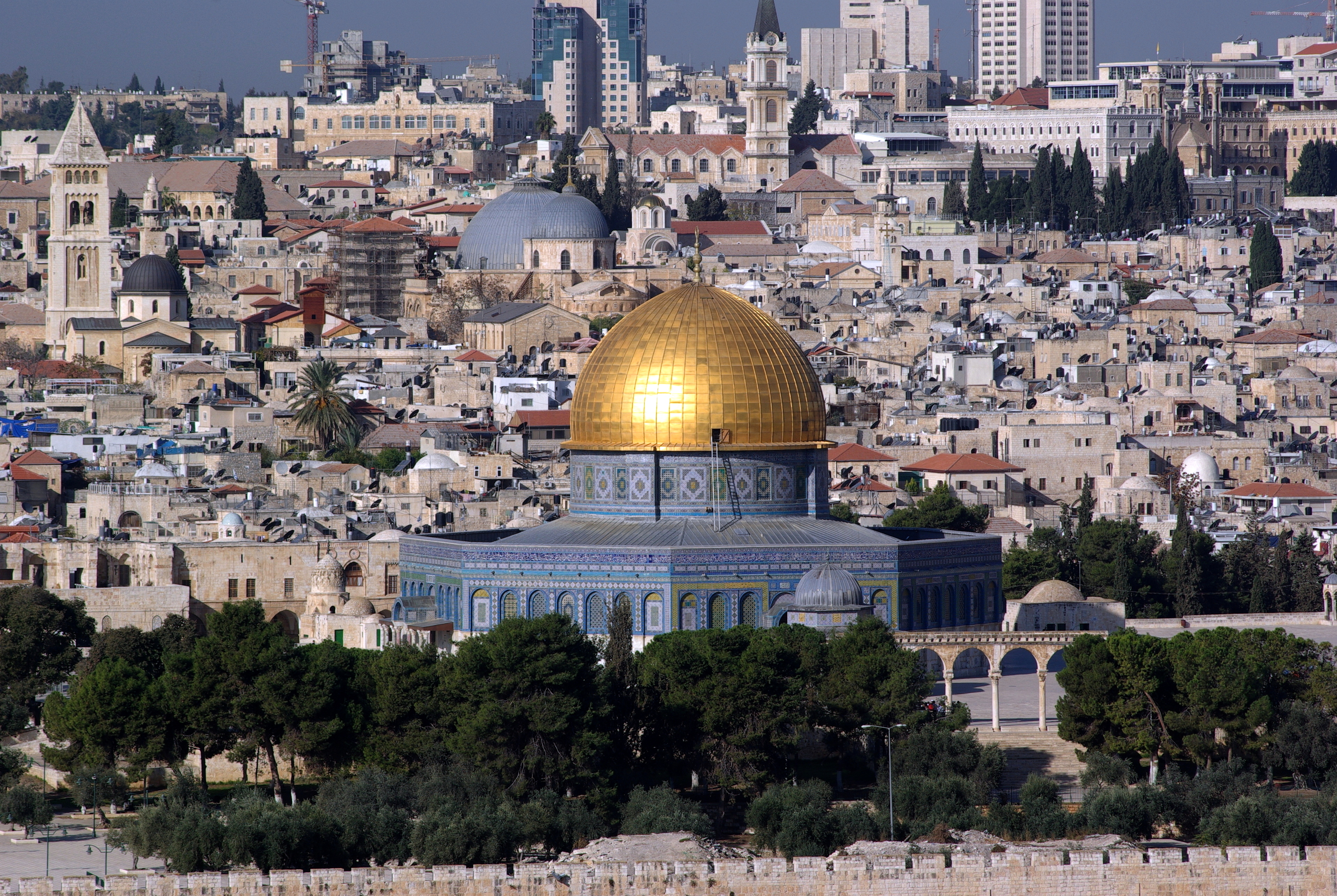
Le dôme du Rocher à Jérusalem.

L'islam reconnaît tous les pères fondateurs du judaïsme (Moïse, David, Salomon) et du christianisme comme des prophètes, sans pour autant s'y limiter. De nombreux récits bibliques sont présents dans le Coran et l'islam naissant est marqué par des emprunts aux judaïsme. Vis-à-vis du judaïsme, le Coran montre une attitude changeante, initialement bienveillante, avant une rupture, date à laquelle "Le Livre" est distingué de la Torah et de l’Évangile. Les rapports entre les musulmans et les juifs sont marqués par cette ambivalence. Dans les hadiths, l'attitude principale de l'islam vis-à-vis du judaïsme et du christianisme est la méfiance. Cela s'inscrit dans une volonté de distinguer clairement les institutions et les communautés. Un principe largement adopté est "n'agissez pas comme le font les gens du Livre", ce qui ressemble à l'interdiction talmudique de suivre les pratiques des Gentils. Cela n’empêche pas l'islam naissant d'utiliser les éléments du judaïsme, Yom kippour devenant ainsi le jeûne d'Ashoura, puis du Ramadan.
L'apostasie dans l'islam vers une autre religion, quelle qu'elle soit, est fermement interdite par l'interprétation majoritaire du Coran. Le Coran condamne l'apostasie, sans y associer de peine terrestre, et encourage la conversion des non-musulmans. S'il est ambigu vis-à-vis des religions qu'il nomme « du Livre », il ne l'est pas pour les païens, "mécréants" (kouffar, au singulier kafir) et associationnistes qui n'ont le choix, parce qu'ils ont commis un crime exécrable en refusant d'adorer le seul vrai Dieu, qu'entre la conversion et la mort,. Le droit musulman a instauré un statut particulier pour les non-musulmans en pays d'islam, connus alors sous le nom de dhimmi. L'islam leur garantit une protection contre l'acceptation de "la domination de l'islam et un certain nombre d'obligations" (abstention d'ostentation religieuses, marques vestimentaires, impôt particulier…). L'histoire est marquée par une variation dans l'application de ces règles. Pour ce qui est de la tolérance religieuse, la lettre de Mahomet aux chrétiens najrânites où ils purent exercer librement leur culte en l'an 631 est souvent citée. Pour des chercheurs, ces alliances ont été tardivement « forgées par des chrétiens qui voulaient prouver à leurs suzerains musulmans que le Prophète lui-même avait garanti leur bien-être et la préservation de leurs biens »,,.
Des processus de dialogues inter-religieux sont engagés, comme avec le catholicisme qui possède un " Service national pour les relations avec l’islam", dont l'origine remonte aux années 1970. Il a connu néanmoins des "bourrasques", comme après la conférence de Ratisbonne et pose la question de la réception des échanges (comme la "lettre des 138") dans le monde musulman. "Il semble donc que l’islam de chaque pays entende gérer le dialogue à son compte, non sans l’inscrire dans un contexte où les dimensions politiques l’emportent souvent sur celles de caractère culturel, voire spirituel". Pour Remi Brague, l'islam se considérant comme un post-christianisme, le dialogue islamo-chrétien intéresse plus les chrétiens que les musulmans.

## Place des femmes dans l'islam
La place des femmes en terre d'Islam trouve, en partie, ses origines dans le Coran qui, parmi les versets sur les statuts légaux, évoque à de nombreuses reprises la question des femmes. Dans ce domaine, le Coran innove par rapport aux pratiques antéislamiques tout en conservant certains aspects. Un parallèle textuel sur la question du voile montre aussi que le Coran s'inscrit dans un contexte où la législation syriaque est connue. Dans le Coran est reconnue à la fois l'existence de droits et de devoirs identiques pour les deux genres, l'égalité homme/femme mais aussi la supériorité du masculin sur le féminin dans certains contextes, comme le mariage, le divorce, les témoignages et des versets très sévères sur les femmes. L'homme désigné dans le Coran par un nom féminin qui évoque son « antériorité existentielle », même si le Coran évoque moins un récit des origines.
Ce statut complexe de la femme apparait tant dans le Coran que dans la législation ultérieure qui a eu tendance à réduire ce qui était en faveur des femmes. Certains auteurs considèrent que le statut des femmes se serait dégradé après l'islamisation en Arabie. Selon l'historien Jean-Paul Roux, le statut très inférieur de la femme en terre d'islam ne marque pas un progrès sur celle de l'Arabie préislamique mais un retour en arrière. Ainsi, s'appuyant sur le Coran, l'islam a confié l'autorité au mari et aux femmes l'obéissance et, en cas de désobéissance, des punitions.

Mosquée des Omeyades à Damas en Syrie.

Certains auteurs musulmans, comme Averroès, ont critiqué les discriminations faites aux femmes. Au XXe siècle, un féminisme s'est développé dans certains pays musulmans. À la fin du XXe siècle, l'essor de l'islamisme a occasionné une régression sur les questions d'égalité homme/femme. Les discours des islamistes et des conservateurs utilisent la religion et des citations coraniques pour appuyer leur point de vue.

## Critiques
Les critiques négatives contemporaines, faites à l'islam par de nombreux auteurs de pays dont les systèmes politiques sont laïques ou séculiers, sont pratiquement les mêmes que celles faites aux deux autres religions monothéistes : obscurantisme, misogynie, phallocratie, homophobie, intolérance, éloge de certaines violences, etc, et partage avec le christianisme l'antisémitisme.
Par exemple, parmi les auteurs anglo-saxons, l'éthologiste britannique Richard Dawkins estime que l'islam est incompatible avec les avancées récentes de la science, et en particulier la théorie de l'évolution, et a même émis le souhait personnel de « populariser l'évolution dans le monde islamique ». Pour l'historien tunisien Mohamed Talbi l'évolutionnisme est une vieille tradition dans la pensée musulmane, il cite entre autres Ibn Khaldoun.
Le journaliste anglo-américain Christopher Hitchens, est encore plus virulent à l'égard de l'islam et des religions en général : « Violente, irrationnelle, intolérante, alliée au racisme, au tribalisme et au sectarisme, revêtue d'ignorance et hostile à l'investigation libre, dédaigneuse des femmes et coercitive envers les enfants : la religion organisée doit avoir beaucoup sur la conscience ». Au sujet de l'islam, Hitchens soutient que cette religion est sexiste, intolérante, et comprend de nombreuses « sectes guerrières et contradictoires entre elles ». Néanmoins, « l'affirmation fondamentale » de l'islamisme selon laquelle l'islam « ne peut s'améliorer et est définitif » est, selon lui, « absurde ». Cependant, bien des critiques peuvent paraître infondées, comme l’accusation de racisme, de tribalisme ou d'intolérance. En effet, lors de son discours d’adieu, Mahomet a déclaré au contraire qu'« aucun Arabe n'a une supériorité sur un non-Arabe ». Prophétisant les foutoûhât (« ouvertures à l'islam ») entre autres de l'Égypte, il a recommandé de traiter ses habitants avec bienveillance : « Dieu vous recommande les gens de la protection (Ahl al-dimmah), les gens de l'argile noire (limon du Nil, ndlr), qui sont de teinte noire et ont les cheveux crépus car ils sont vos parents (par Agar, ndlr) et alliés (par Maria la Copte, ndlr) ». Et d'insister : « il faut obéir à l'autorité légale, même détenue par un Noir à nez coupé (adultère, ndlr) »,. Aussi, bien que les actes de Mahomet peuvent paraitre atroces et hypocrites, il convient cependant de prendre en compte les contraintes des pratiques sociales rudes de son époque pour les juger. Dans sa biographie sur Mahomet, Maxime Rodinson fait une analyse contextuelle des réformes législatives et sociales de Mahomet, et souligne que celui-ci a fait des réformes concernant la condition féminine, l'esclavage, et la sécurité en général. Après une étude contextualisée de ses réformes au regard de l'époque médiévale, Rodinson conclut : « Ainsi se constituait une législation qui, malgré ses lacunes, ses obscurités, son caractère occasionnel, était à maints égards un progrès sur l'état antérieur. Elle répondait bien aux nécessités particulières de la petite communauté médinoise en voie d'extension. Elle sauvegardait la sécurité de l'individu et protégeait certaines catégories particulièrement exposées. En général, la tendance existante à l'individualisme était encouragé, sans que le système tribal soit abandonné. Surtout au milieu de l'océan des coutumes imposées par la tradition et l'opinion publique, apparaissaient des éléments d'un véritable droit des prescriptions, en principe nettement formulées et valables pour tous ». Après la mort de Mahomet (en 632), le deuxième calife de l'islam Omar ibn al-Khattâb (mort en 644) a poursuivi ces réformes sociétales en abolissant l'esclavage pourtant traditionnellement ancré dans toute l'Arabie.
« Le futur de l'islam se trouve dans le principe de l'accord des musulmans avec la conception de la [foi] universelle et la capacité, à travers cette universalité, de faire et d'abroger des lois. À mesure que les musulmans avancent, leurs lois peuvent, de même, avancer avec eux, et la prise de la mainmorte du droit canon peut se relâcher graduellement et légalement ».
Dans son livre Violence et islam, le poète arabe Adonis considère que la violence est inhérente à l'islam et au Coran, la non-violence ne s'appliquant pas envers les kafirs et les apostats, ni envers les femmes, et constate que l'islam, historiquement et idéologiquement, encourage le saby (la prise de captives).
Pour Ali Mostfa et Michel Younès, « le débat aujourd'hui autour de l'islam en Occident se cristallise autour de nouveaux repères, telles que les revendications qui accentuent une altérité centrée sur l'observance des normes et du ritualisme en tant que variables permettant à l'individu de s'intégrer dans la collectivité. Un nouvel imaginaire se trouve ainsi renforcé, celui du retour à un passé mythifié comme argument pour raffermir le phénomène communautaire et densifier les références globales de l'appartenance ».